# 純粋カフェラッテ
純粋カフェラッテ（じゅんすいカフェラッテ）は、日本の女性アイドルグループ。2017年に結成。SYL所属。

## 概要
「笑顔であなたをおもてなし」をキャッチフレーズに、東京を中心にライブを行っている女性7人組グループ。
アルバム「追い風フォルテシモ」は、オリコンデイリーチャート3位、シングル「また春に。」は、オリコンデイリーチャート2位を記録した。
「SHOWROOMを通じて毎日会えるアイドル」として、全てのメンバーがライブストリーミング配信「SHOWROOM」を行っている。

## 略歴
- 2016年
  - 森ふうかが、メンバー集めを開始する。
  - 10月、山下陽菜莉と「限定カフェ・ラッテ」として活動。
- 2017年
  - 2月19日、シックスティーンでお披露目。
  - 3月11日、TSUTAYA O-Crestにてデビューライブを開催[5]。
  - 5月4日、ヨコハマカワイイパークに出演。
  - 8月6日、TOKYO IDOL FESTIVALに出演[6]。
  - 8月26日、@JAMに出演。
  - 12月31日、羽生ひでこが正式に加入した。
- 2018年
  - 1月11日、桜田芽依 卒業。
  - 3月17日、TIF2018全国選抜LIVEで優勝し、TIF2018の出演権を得た。
  - 3月24日、アイドル甲子園に出演。
  - 4月1日より、すきドルプロジェクトとして、代表曲「トロピカ～ル・ハイビーム!!!」がカラオケ配信された[7]。
  - 4月1日、東海アイドル万博・前夜祭において１位になり、東海アイドル万博に出演した[8]。
  - 4月22日、フジテレビ「この指と〜まれ! SEASON2」第1回ゲスト。
  - 5月5日 - 7日、ヨコハマカワイイパークに出演。
  - 5月26日、＠JAMに出演。
  - 8月4日 - 5日、TOKYO IDOL FESTIVALに出演。
  - TIF2018に先駆けて週刊プレイボーイで組まれた「指原莉乃注目のアイドルグループ」で紹介された。
  - 大阪で「Utatenパフォーマンス賞」を受賞した。
  - アイドリング!!!OGによる番組「アイドルING!!!」に出演。
- 2019年
  - 3月9日、吉祥寺 STAR PINE'S CAFEにて初ワンマンライブ開催[9]。
  - 4月28日、高木くるみ卒業。桃里れあ加入、お披露目。
  - 5月1日、新木場スタジオコーストにて 純粋カフェ・ラッテ新体制での初ライブ。
  - 5月5日、ヨコハマカワイイパークに3年連続で出演[10]。
  - 6月18日以降、リーダーの森ふうかが自然気胸により7月中旬まで休養をとることを発表した。ライブ活動、SNS更新は全て停止したが、SHOWROOMの深夜配信は継続した。
  - 6月30日、定期公演にて 2020年３月に全国販売、通販にてオリジナルアルバムを発売することを発表した（プロデュースはAtelier LadyBird が担当）。発売に先駆け全国でリリースイベントを開催することも合わせて発表した。
  - 7月13日、アイドル甲子園 SUMMER FESTIVAL 2019にて、森ふうかがグループ活動に復帰（個人活動は、前日の青空喫茶ふ～あ～ゆ～から復帰している）。
  - 7月25日、楽遊アイドルフェスにて、明山りせが研究生となることを発表。あわせて2020年に純粋カフェ・ラッテの妹ユニットを発足することも発表。
  - 8月17日、18日から羽生ひでこが療養に入ることを発表[11]。SNSの更新を含む全ての活動を停止している。
  - 8月21日、かふぇらないとにて、姫宮結愛が新たに研究生となることを発表。
  - 9月14日、羽生ひでこが、グループから脱退することを発表[12]。
  - 9月14日、研究生の明山りせが、羽生ポジションの専属サポートメンバーとなることを発表[12]。
  - 9月17日、桜井ありなが新たに研究生となることを発表[13]。
  - 9月19日、金井千咲が新たに研究生となることを発表[14]。
  - 9月24日、藤咲なのはが新たに研究生となることを発表。
  - 9月30日、桜井ありなが契約上の問題により、活動開始を延期することを発表。
  - 10月5日、明山りせが正規メンバーに昇格。
  - 10月5日、定期公演で全国流通アルバム『追い風フォルテシモ』の詳細、全国ツアーを行うことを発表。
  - 12月12日、藤咲なのはが一身上の都合により研究生から純ラテ専属サポートになると発表。
  - 12月17日、MARQUEE祭 Vol.48に出演。
- 2020年
  - 2月21日、『追い風フォルテシモ』発売。
  - 3月20日、2ndワンマンライブを新宿ReNYで開催。
  - 3月26日、同年5月31日をもってグループを活動休止し、森ふうか、山下陽菜莉、石原美沙紀、桃里れあ の4名は、芸能事務所SYLから退所することを発表した。
  - 4月30日、森、石原、桃里の3名が、予定を早めて事務所を退所。
  - 5月31日、山下、柚月の2名が卒業。飯田、明山の2名が残留し、活動休止に入る。
  - 6月13日、飯田万結 from 純ラテ、りせゆまち from 純ラテ（明山りせ、飯田結万の２人ユニット）初ステージ。
  - 8月14日、純粋カフェ・ラッテ1期としてのラストライブを開催。
  - 12月10日、ユニット名を「純粋カフェ・ラッテ」から「純粋カフェラッテ」に変更。
- 2021年
  - 1月30日 2期プレデビュー
  - 3月21日 デビューワンマンライブを開催。
- 2022年
  - 3月19日 1stワンマンライブを開催。
  - 8月5日 TOKYO IDOL FESTIVALに出演。
- 2024年2月開催の「TGIF Photo Session 週プレ賞 2024」で百瀬史奈、西沢紗奈実の2名がベスト30入り[15]。同年「週刊プレイボーイ」No.11にて同賞の「編集部注目のツギクルガール16名」に西沢が選出される[16]。
- 2024年
  - 1月31日 7月14日をもって月野ういが卒業することを発表。
  - 5月30日 翌年の春に現体制を終了することを発表。福田瑞夏、百瀬史奈、青羽ひかるの3人が卒業する。既に卒業を発表していた月野ういも翌年春まで卒業を延期する[17]。

## メンバー
| 名 前                      | 愛 称      | 誕生日                | 身長  | 血液型 | 出身地   | 担当カラー     | ファンの 総称    | キャッチフレーズ等 | デビュー       |
| -------------------------- | ---------- | --------------------- | ----- | ------ | -------- | -------------- | ---------------- | ------------------ | -------------- |
| 久留里かりん くるり かりん | かりん     | ????年12月20日        | 155cm | O型    | 埼玉県   | マリンブルー   | かりん党         |                    | 2024年 3月31日 |
| 結妃なつ ゆうき なつ       | なっちゃん | 2006年8月16日（19歳） | 163cm | O型    | 大阪府   | アップルレッド | なっちゃんりんご |                    | 2025年 5月25日 |
| 未来るる みらい るる       | るるたん   | ????年12月14日        | 150cm | O型    | 東京都   | アイスグリーン | るるみん         |                    | 2025年 5月25日 |
| 七瀬萌華 ななせ もか       | もかにゃん | 2006年5月16日（19歳） | 168cm | A型    | 神奈川県 | ベビーピンク   | もかあらもーど   |                    | 2025年 5月25日 |
| 猫丸ゆら ねこまる ゆら     | ゆらにゃん | 2006年9月18日（18歳） | 165cm | 型     | 高知県   | スノーホワイト | ゆらにゃんず     |                    | 2025年 5月25日 |

### 過去のメンバー
| 名前                       | 愛称                | 誕生日                       | 身長  | 血液型 | 出身地   | 担当カラー             | ファンの 総称     | キャッチフレーズ等                                                                          | 活動期間                                 |
| -------------------------- | ------------------- | ---------------------------- | ----- | ------ | -------- | ---------------------- | ----------------- | ------------------------------------------------------------------------------------------- | ---------------------------------------- |
| 桜田芽依 さくらだ めい     | めいちゃん めいめい | ????年6月27日                | 155cm | O型    | 愛知県   | ミルキーピンク         | さくらメイト      |                                                                                             | 2017年 2月19日 ～ 2018年 1月11日         |
| 高木くるみ たかぎ くるみ   | くるみん            | 2000年7月7日（25歳）         | 148cm | A型    | 東京都   | エバーグリーン         | くるみんズ        | みんなの孫 1代目エバーグリーン                                                              | 2017年 2月19日 ～ 2019年 4月28日         |
| 羽生ひでこ はぶ ひでこ     | ひでりん ひでぷぅ   | 1993年8月3日（32歳）         | 163cm | A型    | 東京都   | ユニコーンホワイト     | ぷぅちゃんず      | アイドル大好きガチオタ系アイドル                                                            | 2017年 12月31日 ～ 2019年 9月14日        |
| 森ふうか もり ふうか       | ふーちゃん もりふ   | 1993年9月21日（31歳）        | 162cm | B型    | 東京都   | フレイムオレンジ       | ちーむふーちゃん  | スーパーポジティブリーダー あなたの頑張る原動力になりたい 限定カフェラッテ メンテナンス21号 | 2016年 10月30日 ～ 2020年 4月30日        |
| 石原美沙紀 いしはら みさき | みっさっ            | 1993年9月9日（31歳）         | 164cm | B型    | 千葉県   | スウィートハートレッド | まな板王国        | ふわふわハイテンション女優 ウィンクで人を…します                                            | 2017年 3月1日 ～ 2020年 4月30日          |
| 桃里れあ ももさと れあ     | れあちゃ            | ????年3月20日 （永遠の17歳） | 163cm | AB型   | 秋田県   | エバーグリーン         | れあに看護され隊  | #おっぱいきっかけ 2代目エバーグリーン                                                       | 2019年 5月1日 ～ 2020年 4月30日          |
| 山下陽菜莉 やました ひなり | ひなりん            | ????年3月8日 (3歳)           | 159cm | AB型   | 福島県   | シャイニーイエロー     | ひなりクラブ      | ひなりんウィルスきゅん 限定カフェラッテ                                                     | 2016年 10月30日 ～ 2020年 5月31日        |
| 柚月りこ ゆづき りこ       | りこぴん            | 2000年9月24日（24歳）        | 158cm | B型    | 東京都   | シンフォニーブルー     | りこ学部          | ほのぼの動くマイナスイオン 立ってるだけで偉いんです                                         | 2017年 2月19日 ～ 2020年 5月31日         |
| 明山りせ あきやま りせ     | りせたん            | ????年6月1日                 | 161cm | O型    | 東京都   | シュガーホワイト       | りせぐみ          |                                                                                             | 2019年 10月5日（昇格） ～ 2020年 9月30日 |
| 神宮れい かみみや れい     | れたん れいれい     | 2000年8月10日（25歳）        | 155cm | O型    | 滋賀県   | カーニバルレッド       | れの国            |                                                                                             | 2021年 3月21日 ～ 2021年 11月5日         |
| 金子ほたる かねこ ほたる   | ほたるん            | 2004年8月18日（20歳）        | 161cm | B型    | 東京都   | スイートホワイト       | ほたのこ(仮)      |                                                                                             | 2021年 3月21日 ～ 2022年 8月16日         |
| 飯田愛梨 いいだ えり       | えりぽん じんじ     | 1993年4月10日（32歳）        | 166cm | B型    | 長野県   | ロイヤルパープル       | エリマニア        | 長野からやってきた山の上のラプンツェル 旧名：飯田結万                                       | 2017年 2月19日 ～ 2023年 4月30日         |
| 椿唯花 つばき ゆいか       | ゆいか              | 1998年12月7日（26歳）        | 161cm | A型    | 埼玉県   | プリンセスブルー       | つば姫ぐみ        |                                                                                             | 2021年 3月21日 ～ 2023年 6月10日         |
| 月野うい つきの うい       | ういたん            | 1999年3月3日（26歳）         | 155cm | O型    | 長野県   | エメラルドグリーン     | つきのこ          |                                                                                             | 2021年 3月21日 ～ 2024年 6月26日         |
| 久世みこ都 くぜ みこと     | みこと              | 2000年3月12日（25歳）        |       |        |          | ミルキーホワイト       |                   |                                                                                             | 2021年 7月14日 ～ 2024年 8月8日          |
| 西沢紗奈実 にしざわ さなみ | さなてん            | ????年6月19日                | 160cm | A型    | 福島県   | ストロベリーレッド     | にしざ輪家        | あなたのための王道ヒロイン                                                                  | 2022年 7月10日～ 2024年 11月3日          |
| 福田瑞夏 ふくだ みずか     | みずか              | 1998年4月12日（27歳）        | 152cm | O型    | 茨城県   | ハニーイエロー         | みずかぞく        |                                                                                             | 2021年 3月21日～ 2025年 3月2日           |
| 百瀬史奈 ももせ ふみな     | ふーみん            | 1997年7月6日（28歳）         | 158cm | A型    | 千葉県   | フェアリーピンク       | ふーめいと        |                                                                                             | 2021年 3月21日～ 2025年 3月2日           |
| 青羽ひかる あおば ひかる   | ぴかるん            | 2001年8月22日（23歳）        | 159cm | 型     | 神奈川県 | ゴールデンオレンジ     | ぴかるーむ めいと |                                                                                             | 2022年 7月10日～ 2025年 3月2日           |

### ライブに出演した研究生・候補生
| 名前       | 在籍時の属性         | 備考                                                                      |
| ---------- | -------------------- | ------------------------------------------------------------------------- |
| 南けいと   | 新ユニット候補生     | アイドルユニットメンバー → グラビアアイドル                               |
| 花畑帆香   | 新ユニット候補生     | プリアモ → アイドルユニットメンバー → 活動休止                            |
| 真城双葉   | 新ユニット候補生     | プリアモ → アイドルユニットメンバー → アイドルユニットメンバー → 活動休止 |
| 矢島あおい | 新ユニット候補生     | プリアモ → 活動休止（撮影モデルとして一部継続中）                         |
| 月見つかさ | 新ユニット候補生     | プリアモ → メモプリ → ソロアイドル                                        |
| 金井千咲   | 研究生               | 1学期の前髪 → ピコリフ                                                    |
| 姫宮結愛   | 研究生               | 現・1学期の前髪                                                           |
| 藤咲なのは | 研究生・専属サポート | プリアモ → 活動休止（舞台活動を一部継続中）                               |
| 桜井ありな | 研究生               | 現・アイドルユニットメンバー                                              |

### メンバー略歴

#### 現在のメンバー
- 福田瑞夏
  - 2020年12月15日発表、2021年1月30日プレデビュー
- 百瀬史奈
  - 2020年12月17日発表、2021年1月30日プレデビュー
- 青羽ひかる
  - 2022年6月18日発表
- 西沢紗奈実
  - 2022年6月18日発表

#### 過去のメンバー
- 桜田芽依
  - バレエ、ピアノ、茶道などをやっている。
  - 特技はオカリナを吹けること。
- 高木くるみ
  - 趣味は弾き語り。
  - 好きな食べ物はうどん。
  - SHOWROOM配信、MixChannel配信などを行っている。
  - 2018年1月、大型アドトラックに広告が掲載され、渋谷を中心に披露された。
- 羽生ひでこ
  - 2017年9月23日に研究生としてお披露目。
  - 加入前はコピーダンスユニットに所属していた。
  - 『CHELSEA MARKET 秋葉原』２代目イメージガール就任。
  - 特技は変顔である。
  - 食べることが大好き。
  - タピオカが大好き。
  - アイドル好き。
  - 2019年8月18日から膝と腰の療養のため完全休養。

- 森ふうか
  - スーパーポジティブリーダーを名乗っている。
  - 元ホテルコンシェルジュの経歴を持つ。
  - メンバーは全てリーダーである森ふうかが声掛け、オーディションを行った。
  - 初期のファンは「森P（プロデューサー）」と呼ぶこともある。
  - SHOWROOM配信『西野24』でキングコング西野亮廣と共演したことがきっかけで西野亮廣を尊敬している。
  - 西野亮廣は配信中に「ちーむふーちゃん」を名乗ることがあった。
  - サマンサタバサより森ふうかコラボバッグを発売した。
  - 『CHELSEA MARKET 秋葉原』初代イメージガール就任。
  - 憧れのアイドルは「アイドリング!!!」
  - アイドリング!!!に憧れ10年後に夢を叶えた。
  - 2019年3月、アイドルユニット「メンテナンス」に加入。よゐこ濱口優に認められ21号を与えられた。

- 山下陽菜莉
  - 好きな食べ物は「いちご」
  - かわいい洋服を好み、ショッピングによく出かける。
  - アイドルが好き。
  - 看護師とアイドルを両立して活動していた[21]。
  - ピアノが得意で、2019年の生誕祭ではソロでピアノを披露した。
  - SHOWROOM配信の背景はぬいぐるみ一色であったが、石橋哲也のアドバイスで一部撤去した。
  - 独特の独り言が多く、石橋哲也に「FM山下」と呼ばれている。
  - 「離れ目アイドル大賞2018」4位。
- 石原美沙紀
  - ニックネームは「みっさっ」。「みっさ」は誤記だが読み方は「みっさ」となる。
  - 好きな動物はウーパールーパーとうさぎ。
  - ファンの名称は「まな板王国民」。
  - 演劇ユニット「爆走おとな小学生」のメンバーである。
  - 舞台ではダンスの振り付けも行う。
  - ダンスが得意。
  - Web番組「かふぇらないと」でＭＣ石橋哲也からツッコミをされる。
  - かつて「AKIBAドラッグ&カフェ」でメイドをしていた。
  - グループの曲にも振り付けを行う。

- 柚月りこ
  - 色白・華奢な体形からクララに例えられ「立ってるだけで偉い」と称される。
  - 控えめな性格であったが、ライブでは煽りを行う。
  - 森ふうかに声をかけられ、限定カフェ・ラッテのライブを実際に見て加入を決意した。
  - 好きなキャラクターはぼのぼの。
  - 好きな食べ物はアイスである。
  - 石橋哲也に推しと公言されており、他メンバーを苗字で呼ぶのに対し柚月のみ「りこ」と呼ぶ。
  - 調布FMのらじどるにてレギュラーを務めた。

- 桃里れあ
  - エバーグリーンを引き継ぐ形で加入。
  - 好きなアイドルは乃木坂46、欅坂46、日向坂46、ラストアイドル、=LOVE、バンドじゃないもん！
  - メイドが好きで、コンカフェ(@ほぉ~むカフェ、アフィリア)に詳しい。
  - 漫画やアニメが好きで、鋼の錬金術師、BLEACH、ナルト、H×Hシャーマンキング、烈火の炎、犬夜叉、らんま1/2、ローゼンメイデン、賭ケグルイ、かみちゃまかりんを読んでいる。
  - 温泉やカフェに行くのが趣味。
  - グルメであり甘党。
  - 動物園が好き。
  - 調布FMのらじぷらにてMCを務める。

- 明山りせ
  - 新ユニット（プリアモ）候補生、純ラテ妹ユニット（１学期の前髪）候補の研究生として活動していたが、当初から純ラテ正規メンバー候補としての採用であったことが公表された。
  - おっとりした話し方が特徴。
  - 普段は静かだが、負けず嫌い。
  - 4代目｢CHELSEA MARKET 秋葉原｣のイメージガール就任。

- 神宮れい
  - 2020年12月22日発表
  - 2021年1月30日プレデビュー
  - 2021年11月5日脱退

- 金子ほたる
  - 2020年12月24日発表
  - 2021年1月30日プレデビュー
  - 2022年8月16日卒業

- 飯田愛梨
  - アイドルを目指すきっかけは「モーニング娘。」。
  - 「期待に沿うのではなく、超えること」を信念としている。
  - 知性はあるものの不器用な面があり、たまにドジが出る。
  - アニメが好きである。特に「AB!、銀魂、ラブライブ」を好む。
  - 猫2匹を飼っている。
  - 小学校教諭、養護教諭免許を所持している。
  - 2020年12月26日まで、人事部でOLと兼業で働いていた[9][22]。
  - TIF2018のクイズ企画に出演、優勝を逃す。
  - SHOWROOMでの配信は、2016年12月11日から始めており、毎日配信を3年間行った。
  - 2020年12月名前を飯田結万から、本名の飯田愛梨へ改名。
  - 2022年4月 地上波TOKYO MXのドキュメンタリー番組 爪痕 に特集が組まれる。
  - 2023年4月30日卒業

- 椿唯花
  - 2020年12月19日発表
  - 2021年1月30日プレデビュー
  - 2023年6月10日卒業
  - 2024年5月3日に芸名を香水唯花に改名し、Angel☆dollsでデビュー。
  - 同年11月14日からfairy☆elementsのメンバーに選ばれ、Angel☆dollsと兼任することとなる。

- 月野うい
  - 2020年12月20日発表、2022年1月30日プレデビュー
  - 2024年6月26日卒業

- 久世みこ都
  - 2024年7月14日デビュー
  - 2024年8月9日卒業

## 特徴
- メンバー全員が仲が良く、クリスマスの時にはメンバーでクリスマス会を催している[23]。
- コンセプトの通りSHOWROOMで数々のイベントに挑戦しており、TIF・@JAMといった大規模ライブ出演はSHOWROOMを通じて勝ち取った。
- SHOWROOM以外にもCHEERZ、.yell plus、MixChannelなどのアプリを駆使しての宣伝活動、イベントの権利獲得等を行う。
- アイドルとしてライブも勢力的に行うが、トークライブ等々バラエティーにも力を入れている。
- 事務所社長はメンバーとの信頼関係を重視し、メンバーが意見を言える環境を作っている。メンバーはのびのびと活動し魅力を作り出している。[24]
- 指原莉乃はモデルプレスのインタビューにおいて、自身が司会を務めるフジテレビ系『この指と〜まれ!』で「今までのゲストで1番『良い意味で必死だったな』と思うアイドルは？」との質問に対して、「純粋カフェ・ラッテさん！めちゃめちゃすごくて超ガツガツガツガツで。『自分たちなんか…』という控えめなアイドルもそれはそれで可愛いし素敵だと思うんですけど、短い時間しか喋れないこの番組にとってはあのガツガツ感はありがたかったですね」[25]と答えている。

## 作品

### シングル
| # | タイトル             | 発売日        | 販売形態 | 規格品番 | 備考     | 最高位                      |
| - | -------------------- | ------------- | -------- | -------- | -------- | --------------------------- |
| 1 | 言えないHappiness    |               | CD       | -        | 自主制作 | -                           |
| 2 | ナナイロ Shining Ray |               | 配信     |          |          |                             |
| 3 | You are my answer!!  |               | 配信     |          |          |                             |
| 4 | また春に。           | 2023年4月20日 | CD       | BRM-002  |          | オリコンデイリーチャート2位 |

### アルバム
| #  | タイトル                    | 発売日        | 販売形態 | 規格品番 | 備考     | 最高位                      |
| -- | --------------------------- | ------------- | -------- | -------- | -------- | --------------------------- |
| 1  | Pure Cafe Latte 2017        |               | CD、配信 | SYL-1    | 自主制作 |                             |
| 2  | Pure Cafe Latte 2018 Summer |               | 配信     |          |          |                             |
| ３ | 追い風フォルテシモ          | 2020年2月21日 | CD       | SYL-2    |          | オリコンデイリーチャート3位 |
| 4  | Pure Cafe Latte 2023        |               | CD       |          |          |                             |

### ミュージックカード
| # | タイトル                     | 発売日 | 規格品番 | 備考 |
| - | ---------------------------- | ------ | -------- | ---- |
| 1 | ケセラセラ～君がくれたもの～ |        | -        |      |
| 2 | Pure Coffee Latte 2022       |        | -        |      |

## ライブ・イベント

### 主催公演
| ワンマン・主催公演（第一章）                                     | ワンマン・主催公演（第一章） | ワンマン・主催公演（第一章）     | ワンマン・主催公演（第一章）                       |
| 公演名                                                           | 公演日                       | 会場                             | 備考                                               |
| ---------------------------------------------------------------- | ---------------------------- | -------------------------------- | -------------------------------------------------- |
| デビューライブ                                                   | 2017年3月11日                | 渋谷O-CREST                      |                                                    |
| 第1回定期公演                                                    | 2017年4月1日                 | 新宿ナインスパイス               | 飯田結万生誕祭                                     |
| 第2回定期公演                                                    | 2017年5月14日                | 新宿ナインスパイス               |                                                    |
| 第3回定期公演                                                    | 2017年6月10日                | 新宿ナインスパイス               | 桜田芽依生誕祭                                     |
| 第4回定期公演                                                    | 2017年7月8日                 | 新宿ナインスパイス               | 高木くるみ生誕祭                                   |
| 第5回定期公演                                                    | 2017年8月13日                | 新宿ナインスパイス               |                                                    |
| 第6回定期公演                                                    | 2017年9月23日                | 渋谷O-Crest                      | 森ふうか石原美沙紀柚月りこ合同生誕祭               |
| 第7回定期公演                                                    | 2017年10月29日               | 新宿ナインスパイス               |                                                    |
| 第8回定期公演                                                    | 2017年11月23日               | 池袋Black Hole                   |                                                    |
| 第9回定期公演                                                    | 2017年12月24日               | SHIBUYA DESEO                    |                                                    |
| 年末自主公演                                                     | 2017年12月31日               | 秋葉原ZEST                       | 羽生ひでこ加入                                     |
| 第10回定期公演                                                   | 2018年1月27日                | 渋谷O-Crest                      |                                                    |
| 第11回定期公演                                                   | 2018年2月11日                | 下北沢WAVER                      |                                                    |
| 第12回定期公演                                                   | 2018年3月11日                | 新宿ナインスパイス               | 山下陽菜莉生誕祭                                   |
| 1周年記念LIVE                                                    | 2018年3月24日                | 渋谷O-Crest                      | 1周年記念                                          |
| 第13回定期公演                                                   | 2018年4月15日                | 新宿ナインスパイス               | 飯田結万生誕祭                                     |
| 第14回定期公演                                                   | 2018年5月13日                | 新宿ナインスパイス               |                                                    |
| 第15回定期公演                                                   | 2018年6月10日                | TwinBoxガレージ                  | カラーチェンジ企画                                 |
| 第16回定期公演                                                   | 2018年7月8日                 | TwinBoxガレージ                  | 高木くるみ生誕祭                                   |
| 第17回定期公演                                                   | 2018年8月25日                | 渋谷O-Crest                      | 羽生ひでこ生誕祭                                   |
| 生誕特別公演                                                     | 2018年9月17日                | TwinBoxガレージ                  | 1部 森ふうか生誕祭                                 |
| 生誕特別公演                                                     | 2018年9月17日                | TwinBoxガレージ                  | 2部 柚月りこ生誕祭                                 |
| 第19回定期公演                                                   | 2018年10月27日               | 四谷アウトブレイク               |                                                    |
| 第20回定期公演                                                   | 2018年11月18日               | 渋谷TAKEOFF7                     |                                                    |
| 第21回定期公演                                                   | 2018年12月1日                | TwinBoxガレージ                  |                                                    |
| 第22回定期公演                                                   | 2019年1月5日                 | 四谷アウトブレイク               |                                                    |
| 第23回定期公演                                                   | 2019年2月9日                 | TwinBoxガレージ                  |                                                    |
| 1stワンマンライブ                                                | 2019年3月9日                 | スターパインズカフェ             | 初ワンマンライブ 「Latte Macchiato」               |
| 第24回定期公演                                                   | 2019年3月10日                | TwinBox AKIHABARA                | 山下陽菜莉生誕祭                                   |
| 第25回定期公演                                                   | 2019年4月20日                | 新宿スタークレーン               | 飯田結万生誕祭                                     |
| 高木くるみ卒業&引継式 高木くるみ卒業 桃里れあ加入、お披露目      | 2019年4月28日                | 新宿スタークレーン               |                                                    |
| 第26回定期公演                                                   | 2019年5月12日                | 新宿スタークレーン               | OA：SYLアイドル候補生、桃里れあ加入後初定期公演    |
| 第27回定期公演                                                   | 2019年6月30日                | 新宿スタークレーン               | OA：SYLアイドル候補生 新曲 『カルミア』発表        |
| 第28回定期公演                                                   | 2019年7月20日                | 心斎橋RUIDO                      | 大阪での初の定期公演                               |
| 第29回定期公演                                                   | 2019年8月17日                | 新宿スタークレーン               | 羽生ひでこ生誕祭                                   |
| 第30回定期公演                                                   | 2019年9月22日                | 渋谷 studio freedom              | １部：石原美沙紀生誕祭                             |
| 第30回定期公演                                                   | 2019年9月22日                | 渋谷 studio freedom              | ２部：森ふうか生誕祭                               |
| 第30回定期公演                                                   | 2019年9月22日                | 渋谷 studio freedom              | ３部：柚月りこ生誕祭                               |
| 第31回定期公演                                                   | 2019年10月5日                | 新宿アルタ KeyStudio             | アルバム発表特別講演                               |
| 日本全国追い風まっしぐらツアー                                   | 2019年11月24日               | 赤羽ReNY alpha                   |                                                    |
| 日本全国追い風まっしぐらツアー                                   | 2019年12月1日                | 名古屋X-HALL                     |                                                    |
| 日本全国追い風まっしぐらツアー                                   | 2019年12月14日               | Sound Lab mole (札幌)            | ぷりんせすたいむ 「ちーぴょん生誕祭 第一部」       |
| 日本全国追い風まっしぐらツアー                                   | 2019年12月15日               | 札幌ふぁーすて                   | ぷりんせすたいむとのツーマンライブ                 |
| 日本全国追い風まっしぐらツアー                                   | 2020年1月11日                | 長町RIPPLE                       | 『Stage×風を感じろ！』                             |
| 日本全国追い風まっしぐらツアー                                   | 2020年1月25日                | 大阪RUIDO                        | 『風を感じろ！OSAKA 純ラテ×ピンスパ』              |
| 日本全国追い風まっしぐらツアー                                   | 2020年2月23日                | 吉祥寺 star pine's cafe          | 『Stage×風を感じろ！』 ゲスト キミイロプロジェクト |
| 純粋カフェ･ラッテ 3周年記念2nd ONEMAN LIVE『追い風フォルテシモ』 | 2020年3月20日                | 新宿ReNY                         |                                                    |
| 第32回定期公演                                                   | 2020年3月28日                | 吉祥寺 star pine's cafe          | 『山下陽菜莉＆桃里れあ生誕祭』                     |
| 無観客配信ライブ                                                 | 2020年5月23日                | （無観客配信ライブ、会場非公開） | 山下、飯田、柚月、明山の4人で出演。                |

| ワンマン・主催公演（第二章）                                         | ワンマン・主催公演（第二章） | ワンマン・主催公演（第二章） | ワンマン・主催公演（第二章） |
| 公演名                                                               | 公演日                       | 会場                         | 備考                         |
| -------------------------------------------------------------------- | ---------------------------- | ---------------------------- | ---------------------------- |
| AKIBA DELUXE主催 純粋カフェラッテ 「COFFEE BREAK 月野うい生誕祭」    | 2021年3月6日                 | COSMIC LAB                   |                              |
| デビューワンマンLIVE ー7人からのおもてなしー                         | 2021年3月21日                | 代アニLIVEステーション       |                              |
| AKIBA DELUXE主催 純粋カフェラッテ 「COFFEE BREAK 飯田愛梨生誕祭」    | 2021年4月11日                | COSMIC LAB                   |                              |
| AKIBA DELUXE主催 純粋カフェラッテ 「COFFEE BREAK 福田瑞夏生誕祭」    | 2021年4月11日                | COSMIC LAB                   |                              |
| 「COFFEE BREAK -百瀬史奈 生誕祭-」                                   | 2021年7月25日                | COSMIC LAB                   |                              |
| 「COFFEE BREAK 神宮れい・金子ほたる生誕祭」                          | 2021年8月22日                | TwinBoxAKIHABARA             |                              |
| 「COFFEE BREAK 椿唯花生誕祭」                                        | 2021年12月11日               | TwinBoxAKIHABARA             |                              |
| ハロウィンのSYL                                                      | 2021年10月30日               | COSMIC LAB                   |                              |
| SYLのクリスマス                                                      | 2021年12月25日               | COSMIC LAB                   |                              |
| AKIBA DELUXE主催 純粋カフェラッテ 「COFFEE BREAK 月野うい生誕祭」    | 2022年2月26日                | COSMIC LAB                   |                              |
| デビュー1周年記念3マンLIVE 『エクストラトッピング』                  | 2023年3月19日                | SHIBUYA DIVE                 |                              |
| 純粋カフェラッテ 1stワンマンLIVE 『最上級のおもてなし🤎』            | 2023年3月19日                | SHIBUYA DIVE                 |                              |
| 福田瑞夏 生誕祭 ～福田、24歳になるってよ～                           | 2022年4月23日                | COSMIC LAB                   |                              |
| 飯田愛梨 生誕祭 ～ハロプロ祭り いきまっしょい！～                    | 2022年4月23日                | COSMIC LAB                   |                              |
| COFFEE BREAK 青羽ひかる･西沢紗奈実お披露目SP                         | 2022年7月10日                | AOHARIUM TOKYO               |                              |
| 百瀬史奈生誕祭2022 ～もう少しだけ大人になれる後押しをして～          | 2022年7月10日                | AOHARIUM TOKYO               |                              |
| COFFEE BREAK 青羽ひかる 初生誕祭～新17歳も、魔法少女になりたい！～   | 2022年8月28日                | AOHARIUM TOKYO               |                              |
| COFFEE BREAK 秋のラテ祭り2022                                        | 2022年9月24日                | 大塚HEARTS＋                 |                              |
| ハロウィンのSYL                                                      | 2022年11月1日                | Twinbox AKIHABARA            |                              |
| COFFEE BREAK 椿唯花 生誕祭 ~Nonstop Love~                            | 2022年12月11日               | AOHARIUM TOKYO               |                              |
| クリスマスのSYL                                                      | 2022年12月25日               | TwinBoxGARAGE                |                              |
| 純ラテ主催 『COFFEE BREAK 冬のラテ祭りin仙台』                       | 2023年2月11日                | 長町リプル                   |                              |
| COFFEE BREAK 月野うい生誕祭 ～月ノ国のビートにノッて♪～              | 2023年3月5日                 | 秋葉原ZEST                   |                              |
| 純粋カフェラッテ主催 『COFFEEBREAK 福田瑞夏🍯生誕祭』                | 2023年4月9日                 | GOTANDA G2                   |                              |
| 純粋カフェラッテ主催 『COFFEEBREAK 飯田愛梨🍆生誕祭』                | 2023年4月9日                 | GOTANDA G2                   |                              |
| 純ラテ主催 『エクストラトッピング 飯田愛梨 ご卒業スペシャル』        | 2023年4月30日                | 横浜1000CLUB                 |                              |
| 純粋カフェラッテ 2nd Oneman Live 『また春に。～飯田愛梨 卒業～』     | 2023年4月30日                | 横浜1000CLUB                 |                              |
| 123！の合図で、全身にひかりを集めて ー椿 唯花 卒業ー                 | 2023年6月10日                | TwinBox GARAGE               |                              |
| 『COFFEE BREAK 西沢紗奈実 初生誕祭 ~いくつになっても王道ヒロイン❤~』 | 2023年6月25日                | GOTANDA G+                   |                              |
| COFFEE BREAK 百瀬史奈 生誕祭2023 青春って後になって呼ぶんだろうか。  | 2023年7月23日                | AOHARIUM TOKYO               |                              |

### ソロ・ユニット公演
| 飯田結万 from 純ラテ | 飯田結万 from 純ラテ                | 飯田結万 from 純ラテ | 飯田結万 from 純ラテ |
| -------------------- | ----------------------------------- | -------------------- | -------------------- |
|                      | 公演名                              | 公演日               | 会場                 |
| 1                    | AKIBUZZ LIVE!!!                     | 2020年6月13日        | 無観客配信ライブ     |
| 2                    | COSMIC LIVE                         | 2020年10月10日       | COSMIC LAB           |
| 3                    | 東京アイドル劇場（飯田結万生誕祭）  | 2020年10月24日       | YMCAスペースYホール  |
| 4                    | COSMIC LIVE Part.1                  | 2020年10月31日       | COSMIC LAB           |
| 5                    | ikebukuro STEP LIVE                 | 2020年11月7日        | 池袋リヴォイス       |
| 6                    | 東京アイドル劇場                    | 2020年11月23日       | YMCAスペースYホール  |
| 7                    | POP IN FESTIVAL 2020 ～ ＃PIF2020～ | 2020年11月29日       | 大手町三井ホール     |
| 8                    | SYLな０コイン忘年会！               | 2020年12月17日       | 池袋リヴォイス       |

| りせゆまち from 純ラテ | りせゆまち from 純ラテ                  | りせゆまち from 純ラテ | りせゆまち from 純ラテ       |
| ---------------------- | --------------------------------------- | ---------------------- | ---------------------------- |
|                        | 公演名                                  | 公演日                 | 会場                         |
| 1                      | Shining Your LIVE vol.1                 | 2020年6月13日          | 無観客配信ライブ             |
| 2                      | りせゆまちfrom純ラテ 単独公演           | 2020年6月26日          | 秋葉原ZEST                   |
| 3                      | lopilopi×idol Live JAPAN                | 2020年6月28日          | 渋谷ODD                      |
| 4                      | POP IN FESTIVAL 2020                    | 2020年7月19日          | ヒューリックホール東京       |
| 5                      | 東京アイドル劇場                        | 2020年7月23日          | YMCAスペースYホール          |
| 6                      | shibuya STEP LIVE                       | 2020年7月25日          | 渋谷VISION                   |
| 7                      | THIS is OUR HOME                        | 2020年8月1日           | 初台DOORS                    |
| 8                      | COSMIC LIVE                             | 2020年8月8日           | COSMIC LAB                   |
| 9                      | ワールドカオス                          | 2020年8月8日           | TwinBoxGARAGE                |
| 10                     | スカーフェイス×りせゆまち（1部）        | 2020年8月9日           | 荻窪タイムマシーン           |
| 11                     | スカーフェイス×りせゆまち（2部）        | 2020年8月9日           | 荻窪タイムマシーン           |
| 12                     | POP IN FESTIVAL 2020                    | 2020年8月10日          | ヒューリックホール東京       |
| 13                     | 東京サマーランドライブ（1部）           | 2020年8月22日          | 東京サマーランド野外ステージ |
| 14                     | 東京サマーランドライブ（2部）           | 2020年8月22日          | 東京サマーランド野外ステージ |
| 15                     | 東京アイドル劇場                        | 2020年8月30日          | YMCAスペースYホール          |
| 16                     | AKIBUZZ LIVE STRONG ZERO                | 2020年8月30日          | TwinBoxGARAGE                |
| 17                     | IDOL Future LIVE supported by lopi lopi | 2020年9月5日           | KeyStudio                    |
| 18                     | KAWAII AKIHABARA                        | 2020年9月12日          | 秋葉原ZEST                   |
| 19                     | COSMIC LIVE                             | 2020年9月12日          | COSMIC LAB                   |
| 20                     | 東京アイドル劇場                        | 2020年9月19日          | YMCAスペースYホール          |
| 21                     | Girls Vision                            | 2020年9月20日          | 渋谷VISION                   |
| 22                     | ikebukuro STEP LIVE                     | 2020年9月20日          | 池袋リヴォイス               |
| 23                     | POP A LIVE！                            | 2020年9月22日          | ヒューリックホール東京       |
| 24                     | りせゆまち最終公演                      | 2020年9月26日          | COSMIC LAB                   |

### 対バン・イベント
| 対バン・イベント（第一章）                                                               | 対バン・イベント（第一章） | 対バン・イベント（第一章）       | 対バン・イベント（第一章）                                                          |
| 公演名                                                                                   | 公演日                     | 会場                             | 備考                                                                                |
| ---------------------------------------------------------------------------------------- | -------------------------- | -------------------------------- | ----------------------------------------------------------------------------------- |
| アイドル甲子園SPRING FESTIVAL2017                                                        | 2017年4月2日               | 新木場コースト                   |                                                                                     |
| POEM主催イベント ~Stage vol.11~（1部）                                                   | 2017年4月8日               | 仙台長町リプル                   |                                                                                     |
| 「Stage vol.5」 ~POEM新井ゆりの.永瀬愛瑠W生誕祭~                                         | 2017年4月8日               | 仙台長町リプル                   |                                                                                     |
| 今夜はアナタのフェス vol.2 ~春の大祭典!!～                                               | 2017年4月17日              | 新宿ReNY                         |                                                                                     |
| 渋谷パラダイス2017                                                                       | 2017年5月2日               | 渋谷ハチ公前                     |                                                                                     |
| あいばとっ                                                                               | 2017年5月2日               | Wallop放送局                     |                                                                                     |
| ヨコハマカワイイパーク                                                                   | 2017年5月4日               | 山下公園                         |                                                                                     |
|                                                                                          | 2017年5月21日              | 渋谷Glad                         |                                                                                     |
| 「NEO Fes!!! mini presented by Top Yell」 Vol.4                                          | 2017年6月18日              | ニッポン放送イマジンst           |                                                                                     |
|                                                                                          | 2017年7月1日               | 目黒鹿鳴館                       |                                                                                     |
| 東京アイドル劇場                                                                         | 2017年7月1日               | 品川Jスクエア                    |                                                                                     |
| 渋谷アイドル劇場                                                                         | 2017年7月8日               | 渋谷シダックスホール             |                                                                                     |
|                                                                                          | 2017年7月31日              | 川崎チッタ                       |                                                                                     |
| TIF2017 フジテレビ 湾岸スタジオ M2                                                       | 2017年8月6日               | ドールファクトリー               |                                                                                     |
|                                                                                          | 2017年8月13日              | Twinbox GARAGE                   |                                                                                     |
| @JAM EXPO2017                                                                            | 2017年8月26日              | 横浜アリーナ                     |                                                                                     |
| アイドル甲子園                                                                           | 2017年9月10日              | 新木場コースト                   |                                                                                     |
| 肉フェス                                                                                 | 2017年9月17日              | 駒沢オリンピック公園             |                                                                                     |
| 渋谷アイドル劇場                                                                         | 2017年9月23日              | 渋谷シダックスホール             |                                                                                     |
|                                                                                          | 2017年10月8日              | 渋谷Glad                         |                                                                                     |
| ゲキモリdeパーリナイ Vol.3                                                               | 2017年10月21日             | 代官山SPACE ODD                  |                                                                                     |
| バシフェスvol.2                                                                          | 2017年12月29日             | TOKYO FMホール                   |                                                                                     |
| IDOL CONTENT EXPO                                                                        | 2018年2月3日               | 表参道GROUND                     |                                                                                     |
| お台場かよ！Vol.4                                                                        | 2018年2月18日              | フジさんのヨコ                   |                                                                                     |
| TIF2018全国選抜 関東・北陸A                                                              | 2018年3月17日              | フジさんのヨコ                   |                                                                                     |
| アイドル甲子園                                                                           | 2018年3月24日              | 新木場コースト                   |                                                                                     |
| 『東海アイドル万博前日祭〜明日のステージはキミだ〜』優勝                                 | 2018年3月31日              | 名古屋白龍ホール                 |                                                                                     |
| 東海アイドル万博                                                                         | 2018年4月1日               | 名古屋ダイアモンドホール         |                                                                                     |
| この指と~まれ！season2                                                                   | 2018年4月12日              | フジさんのヨコ                   | 公開収録(トークのみ)                                                                |
| 肉フェスTOKYO2018                                                                        | 2018年4月30日              | お台場青海地区P区画              |                                                                                     |
| ヨコハマカワイイパーク                                                                   | 2018年5月4日               | 山下公園                         |                                                                                     |
| IDOL CONTENT EXPO                                                                        | 2018年5月5日               | 表参道GROUND                     |                                                                                     |
| ＠JAM2018                                                                                | 2018年5月26日              | ZEPP DIVER CITY                  |                                                                                     |
| アイドル甲子園 初の野外ステージ                                                          | 2018年6月2日               | 新木場コースト                   |                                                                                     |
| バシフェスvol.3                                                                          | 2018年6月11日              | TSUTAYA O-EAST                   |                                                                                     |
| ゲキモリdeパーリナイ Vol.9                                                               | 2018年6月24日              | 代官山SPACE ODD                  |                                                                                     |
| ゲキモリdeパーリナイ Vol.10                                                              | 2018年7月14日              | 代官山SPACE ODD                  |                                                                                     |
| 東京アイドル劇場                                                                         | 2018年7月14日              | 品川Jスクエア                    |                                                                                     |
| IDOL CONTENT EXPO                                                                        | 2018年7月16日              | 表参道GROUND                     |                                                                                     |
| TIF2018                                                                                  | 2018年8月4日               | DREAM STAGE                      | フジテレビ本社屋 １F広場                                                            |
| TIF2018                                                                                  | 2018年8月4日               | DOLL FACTORY                     | フジテレビ 湾岸スタジオ M2                                                          |
| TIF2018                                                                                  | 2018年8月4日               | INFO CENTRE                      | スナックうめ子2018夏 TIF 2日目(トークのみ)                                          |
| TIF2018                                                                                  | 2018年8月5日               | SKY STAGE                        | TIF2018 フジテレビ 湾岸スタジオ 屋上                                                |
| TIF2018                                                                                  | 2018年8月5日               | INFO CENTRE                      | TIF全国選抜ライブ優勝者トークステージ                                               |
| TIF2018                                                                                  | 2018年8月5日               | INFO CENTRE                      | スーパーファンタジーTIF2018スペシャルステージ(トークのみ)                           |
| TIF2018                                                                                  | 2018年8月5日               | FUJI YOKO STAGE                  | TIF2018 フジテレビ7F 屋上庭園 フジさんのヨコ                                        |
| TIF2018                                                                                  | 2018年8月5日               | INFO CENTRE                      | スナックうめ子2018夏 TIF3日目(トークのみ)                                           |
| SHIBUYA X-TREAME                                                                         | 2018年8月7日               | 渋谷 VUENOUS                     |                                                                                     |
| 東京アイドル劇場                                                                         | 2018年8月12日              | 品川Jスクエア                    |                                                                                     |
| ゲキモリdeパーリナイ Vol.11                                                              | 2018年8月12日              | 代官山SPACE ODD                  |                                                                                     |
| 品川かよ！                                                                               | 2018年8月13日              | 品川Jスクエア                    |                                                                                     |
| THE ODAIBA 2018 真夏のアイドルライブ                                                     | 2018年8月14日              | THE ODAIBA マイナビステージ      |                                                                                     |
| 第3回 踊る!!ゴールデンステージ                                                           | 2018年8月31日              | マイナビBLITZ赤坂                |                                                                                     |
| UtaTen Presents IDOL GROW UP!                                                            | 2018年9月1日               | 心斎橋SUNHALL                    | ゴールドパフォーマンス賞 受賞                                                       |
| Angel Stage Vol.92                                                                       | 2018年9月2日               | 心斎橋RUIDO                      |                                                                                     |
| 石原美沙紀生誕祭                                                                         | 2018年9月8日               | 渋谷O-Crest                      |                                                                                     |
| ナースかよ！                                                                             | 2018年9月9日               | 渋谷TAKEOFF7                     |                                                                                     |
| 東京アイドル劇場                                                                         | 2018年9月9日               | 品川Jスクエア                    |                                                                                     |
| IDOL CONTENT EXPO Vol.31                                                                 | 2018年9月22日              | 表参道GROUND                     |                                                                                     |
| GIRLS VISION                                                                             | 2018年9月22日              | 新宿BLAZE                        |                                                                                     |
| 天使の日に天使かよ！                                                                     | 2018年10月4日              | 渋谷O-EAST                       |                                                                                     |
| IDOL CONTENT EXPO Vol.32                                                                 | 2018年10月8日              | 表参道GROUND                     |                                                                                     |
| FreeFes!!!                                                                               | 2018年10月13日             | OSC湘南シティ（平塚）            |                                                                                     |
| ゲキモリdeパーリナイ Vol.13                                                              | 2018年10月28日             | 代官山SPACE ODD                  |                                                                                     |
| 東京アイドル劇場                                                                         | 2018年10月28日             | 品川Jスクエア                    |                                                                                     |
| アルティメットハロウィン アルティメットーク                                              | 2018年10月30日             | 渋谷O-nest                       | (トークのみ)                                                                        |
| ReNY SUPER LIVE 2018 vol.24                                                              | 2018年11月3日              | 新宿ReNY                         |                                                                                     |
| Girls Faceかよ！                                                                         | 2018年11月18日             | 渋谷TAKEOFF7                     |                                                                                     |
| 東京アイドル劇場                                                                         | 2018年11月18日             | 品川Jスクエア                    |                                                                                     |
| 大阪遠征 キス西カーニバル -4th Anniversary-                                              | 2018年11月25日             | 梅田amホール                     |                                                                                     |
| IDOL CONTENT EXPO@イオンモール幕張新都心                                                 | 2018年12月2日              | イオンモール幕張新都心           |                                                                                     |
| IDOL CONTENT EXPO@新宿BLAZE Vol.75                                                       | 2018年12月4日              | 新宿BLAZE                        |                                                                                     |
| GINZA IDOL STATION                                                                       | 2018年12月9日              | ヤマハ銀座スタジオ               |                                                                                     |
| TALEＮ.T. Ｆｅｓｔａ                                                                     | 2018年12月15日             | 恵比寿CreAto                     |                                                                                     |
| 東京アイドル劇場                                                                         | 2018年12月23日             | 品川Jスクエア                    |                                                                                     |
| DAN DAN DREAM ダンドリ                                                                   | 2018年12月27日             | 新宿アルタ key stadio            |                                                                                     |
| ゲキモリ大感謝祭                                                                         | 2018年12月30日             | 代官山SPACE ODD                  |                                                                                     |
| 平成最後の元旦アイドルフェス                                                             | 2019年1月1日               | マイナビBLITZ赤坂                |                                                                                     |
| duo SUPER LIVE 2019 vol.2                                                                | 2019年1月2日               | 渋谷duo                          |                                                                                     |
| IDOL LEGEND CARNIVAL                                                                     | 2019年1月2日               | 新宿ReNY                         |                                                                                     |
| SELENE SUPER LIVE 2019 vol.1                                                             | 2019年1月4日               | 白金高輪SELENE b2                |                                                                                     |
| 平成最後の年始に天使かよ！                                                               | 2019年1月4日               | 渋谷duo                          |                                                                                     |
| Jewel☆Rouge presents 「3ヵ月連続無料LIVE企画-赤色至上主義-」 Supported IDOL CONTENT EXPO | 2019年1月12日              | 渋谷O-Crest                      |                                                                                     |
| 東京アイドル劇場                                                                         | 2019年1月20日              | 品川Jスクエア                    |                                                                                     |
| ゲキモリdeパーリナイ 新春スペシャル2019                                                  | 2019年1月27日              | 代官山SPACE ODD                  |                                                                                     |
| 東京アイドル劇場アドバンス、初                                                           | 2019年1月27日              | TOKYO FMホール                   |                                                                                     |
| Reny SUPER LIVE 2019 vol.2                                                               | 2019年2月2日               | 新宿ReNY                         |                                                                                     |
| 節分アイドルフェス@マイナビBLITZ赤坂                                                     | 2019年2月2日               | マイナビBLITZ赤坂                |                                                                                     |
| バシフェスvol.4                                                                          | 2019年2月12日              | TSUTAYA O-EAST                   |                                                                                     |
| 東京アイドル劇場                                                                         | 2019年2月16日              | 品川Jスクエア                    |                                                                                     |
| 「ギルドフレンズ」番組SPECIALライブ vol.4                                                | 2019年2月22日              | 渋谷DESEO.mini                   |                                                                                     |
| 東京アイドル劇場                                                                         | 2019年3月2日               | 品川Jスクエア                    |                                                                                     |
| アイドルダービーかよ！                                                                   | 2019年3月3日               | club asia                        |                                                                                     |
| ゲキモリdeパーリナイ                                                                     | 2019年3月17日              | 代官山SPACE ODD                  |                                                                                     |
| まけんグミフェス                                                                         | 2019年3月21日              | 新木場COAST                      | (ライブ・トーク)                                                                    |
| アイドル甲子園                                                                           | 2019年3月24日              | 新木場COAST                      |                                                                                     |
| LIVEプラス                                                                               | 2019年3月30日              | ドクタージーカンス               |                                                                                     |
| 第１回ISB歌謡祭                                                                          | 2019年3月30日              | パセラステーション               |                                                                                     |
| lopimlop春休みスペシャル                                                                 | 2019年3月31日              | 代官山SPACEODD                   |                                                                                     |
| アイドルダービーかよ！                                                                   | 2019年4月6日               | 表参道GROUND                     |                                                                                     |
| Olive Canning Fes                                                                        | 2019年4月14日              | 渋谷Aube                         |                                                                                     |
| 楽遊アイドルフェス                                                                       | 2019年4月15日              | 新宿ReNY                         | (ライブ・トーク)                                                                    |
| シークレットライブ                                                                       | 2019年4月20日              | 新宿スタークレーン               |                                                                                     |
| 魔法少女マジカルジャシリカSpeciallive                                                    | 2019年4月20日              | 新宿スタークレーン               |                                                                                     |
| 東京アイドル劇場                                                                         | 2019年4月21日              | 品川Ｊスクエア                   |                                                                                     |
| Groupy Live X FFACG                                                                      | 2019年5月1日               | 新宿ReNY                         |                                                                                     |
| 楽遊アイドルフェス                                                                       | 2019年5月1日               | 新木場COAST                      | 桃里れあデビュー                                                                    |
| SHIZUOKA MUSIC GENIC 2019                                                                | 2019年5月4日               | LIVE ROXY SHIZUOKA               |                                                                                     |
| ヨコハマカワイイパーク                                                                   | 2019年5月5日               | 山下公園                         |                                                                                     |
| アニストフェス2019 夏の陣                                                                | 2019年5月18日              | OTODAMA SEA STUDIO (三浦海岸)    |                                                                                     |
| 東京アイドル劇場                                                                         | 2019年5月19日              | 品川Ｊスクエア                   |                                                                                     |
| 東京アイドル劇場アドバンス 動員目標100人に対して101人を達成                              | 2019年5月26日              | TOKYO FM ホール                  |                                                                                     |
| FES☆TIVE Asia Tour『THE CIRCUS』 in Thailand                                             | 2019年6月2日               | G Village （タイ バンコク）      | 初の海外遠征                                                                        |
| ッスッゴイライブ                                                                         | 2019年6月9日               | TOKYO FM ホール                  |                                                                                     |
| IDOL CONTENT EXPO                                                                        | 2019年6月9日               | 表参道GROUND                     |                                                                                     |
| IDOL CONTENT EXPO                                                                        | 2019年6月15日              | 新木場COAST                      |                                                                                     |
| バシフェス Vol.5                                                                         | 2019年6月17日              | TSUTAYA O-EAST                   |                                                                                     |
| EBISU IDOL WAVE supported by まけんグミ                                                  | 2019年6月22日              | 恵比寿CreAte                     |                                                                                     |
| ぽぷろないと vol.8                                                                       | 2019年6月27日              | 南青山Future SEVEN               |                                                                                     |
| Star*Hz vol.3                                                                            | 2019年6月29日              | TOKYO FM ホール                  |                                                                                     |
| 上月せれな生誕祭                                                                         | 2019年6月30日              | 渋谷VISION                       |                                                                                     |
| 爆走おとな小学生「Special Live」                                                         | 2019年7月3日               | TSUTAYA O-EAST                   | (ライブ・トーク)                                                                    |
| きゃわ騒ぎのやつ vol.3                                                                   | 2019年7月6日               | 新宿 RUIDO K4                    |                                                                                     |
| 大宮ラクーン 5周年感謝祭！ - 七夕スペシャルライブ                                        | 2019年7月7日               | 大宮ラクーン                     |                                                                                     |
| アイドル甲子園                                                                           | 2019年7月13日              | 新木場COAST                      | VENUSステージ                                                                       |
| 東京アイドル劇場                                                                         | 2019年7月14日              | 品川Ｊスクエア                   |                                                                                     |
| Cafe de Spice                                                                            | 2019年7月21日              | CDCBOX                           | (Pinky Spiceとのツーマンライブ)                                                     |
| 楽遊アイドルフェス                                                                       | 2019年7月25日              | 新宿ReNY                         |                                                                                     |
| IDOL CONTENT EXPO                                                                        | 2019年7月28日              | TwinBox AKIHABARA                |                                                                                     |
| ようこそ!!ワンガン夏祭り、 真夏のアイドルライブ                                          | 2019年7月30日              | THE ODAIBAマイナビステージ       | アナVSアイドル カラオケ対決で羽生ひでこが踊るポンポコリンを歌い勝利(ライブ・トーク) |
| MARQUEE祭mini vol.22                                                                     | 2019年8月1日               | TSUTAYA O-Nest                   |                                                                                     |
| 東京アイドル劇場                                                                         | 2019年8月11日              | 品川Ｊスクエア                   |                                                                                     |
| LIVEプラス＠新宿BLAZE～ライプラ５周年SP～                                                | 2019年8月12日              | 新宿BLAZE                        |                                                                                     |
| Star*Hz vol.4                                                                            | 2019年8月13日              | TOKYO FM ホール                  |                                                                                     |
| いちぜんのもり～2膳目～                                                                  | 2019年8月15日              | 恵比寿CreAto                     |                                                                                     |
| ッスッゴイライブ                                                                         | 2019年8月16日              | 白金高輪SELENE                   |                                                                                     |
| おはよう アイドルRemix収録ライブ                                                         | 2019年8月16日              | TOKYO FM ホール                  |                                                                                     |
| MARQUEE祭mini vol.24                                                                     | 2019年8月17日              | TSUTAYA O-Nest                   |                                                                                     |
| ゲキモリdeパーリナイ vol.22                                                              | 2019年8月18日              | 代官山SPACE ODD                  |                                                                                     |
| lopi lopi × 代アニLIVEステーション stage vol.1                                           | 2019年8月18日              | 代アニLIVEステーション           |                                                                                     |
| GIRLS VISION                                                                             | 2019年9月1日               | 新宿アルタ KeyStudio             |                                                                                     |
| MARQUEE祭mini vol.25                                                                     | 2019年9月8日               | TSUTAYA O-Nest                   |                                                                                     |
| IDOL CONTENT EXPO ～帰ってきた、アイコン最大級!!!３会場サーキット～                      | 2019年9月10日              | TSUTAYA O-WEST                   |                                                                                     |
| GIRLS VISION                                                                             | 2019年9月15日              | 新宿アルタ KeyStudio             |                                                                                     |
| IDOL CONTENT EXPO Vol.88 ～ノー残業デーにアイドル大集合!!!～                             | 2019年9月18日              | 新宿BLAZE                        |                                                                                     |
| iDOL VILLAGE 2019 Vol.4                                                                  | 2019年9月19日              | 代官山SPACE ODD                  |                                                                                     |
| 秋の大きゃわ騒ぎ                                                                         | 2019年9月21日              | TOKYO FM ホール                  |                                                                                     |
| 東京アイドル劇場 アドバンス                                                              | 2019年9月23日              | TOKYO FM ホール                  |                                                                                     |
| Coffee de Spice in TOKYO                                                                 | 2019年9月23日              | スターパインズカフェ             | （PinkySpiceとのツーマンライブ）                                                    |
| 東京アイドル劇場                                                                         | 2019年9月29日              | 品川Jスクエア                    |                                                                                     |
| IDOL CONTENT EXPO Vol.43                                                                 | 2019年9月29日              | 表参道GROUND                     |                                                                                     |
| 東京アイドル劇場 アドバンス                                                              | 2019年10月14日             | TOKYO FM ホール                  |                                                                                     |
| IDOL CONTENT EXPO                                                                        | 2019年10月20日             | TwinBox AKIHABARA                |                                                                                     |
| ゲキモリdeパーリナイ                                                                     | 2019年10月20日             | 代官山SPACE ODD                  |                                                                                     |
| lopi lopi 令和元年 二都物語 Kyoto stage                                                  | 2019年10月22日             | KBSホール                        |                                                                                     |
| Kyoto Girls Festival                                                                     | 2019年10月22日             | 京都FANJ                         |                                                                                     |
| 東京アイドル劇場                                                                         | 2019年10月27日             | 品川Jスクエア                    |                                                                                     |
| lopilopi令和元年二都物語Tokyo Stage                                                      | 2019年10月27日             | 神田明神ホール                   |                                                                                     |
| JOING×lopi lopi Vol.1 in 代アニLIVEステーション                                          | 2019年11月3日              | 代アニLIVEステーション           |                                                                                     |
| MARQUEE祭miniVol30                                                                       | 2019年11月3日              | 渋谷O-Nest                       |                                                                                     |
| まり誰フェスVol.2                                                                        | 2019年11月4日              | 吉祥寺CLUB SEATA                 |                                                                                     |
| LIVE SHOW CASE Extra vol.2                                                               | 2019年11月9日              | 新宿BLAZE                        |                                                                                     |
| GIRLS VISION                                                                             | 2019年11月10日             | 新宿アルタ KeyStudio             |                                                                                     |
| 東京アイドル劇場                                                                         | 2019年11月10日             | 品川Jスクエア                    |                                                                                     |
| IDOL CONTENT EXPO                                                                        | 2019年11月11日             | 新宿BLAZE                        |                                                                                     |
| せれちゅスリーマン企画 CIRCUS                                                            | 2019年11月12日             | 新宿Fate                         |                                                                                     |
| GIRLS VISION                                                                             | 2019年11月17日             | 新宿アルタ KeyStudio             |                                                                                     |
| 楽游アイドルフェス                                                                       | 2019年11月18日             | 新宿ReNY                         |                                                                                     |
| ッゲキモリライブ                                                                         | 2019年11月20日             | 渋谷RUIDO K2                     |                                                                                     |
| IDOL CONTENT EXPO ～帰ってきた！冬の大無銭祭～                                           | 2019年11月30日             | イオンモール幕張新都心           |                                                                                     |
| Nagoya Idol Marketing ～Vol.08～                                                         | 2019年12月1日              | 名古屋X-HALL                     |                                                                                     |
| ゆるっと革命団 新川紗矢音生誕祭                                                          | 2019年12月8日              | 渋谷ReX                          |                                                                                     |
| 楽遊アイドルフェス                                                                       | 2019年12月9日              | 新宿ReNY                         |                                                                                     |
| MARQUEE祭                                                                                | 2019年12月17日             | TSUTAYA O-EAST                   |                                                                                     |
| 東京アイドル劇場                                                                         | 2019年12月22日             | 品川Jスクエア                    |                                                                                     |
| IDOL CONTENT EXPO                                                                        | 2019年12月22日             | 表参道GROUND                     |                                                                                     |
| AKIHABARA Christmas                                                                      | 2019年12月25日             | TwinBox Akihabara                |                                                                                     |
| Legend Girls Party Vol.17                                                                | 2019年12月30日             | TOKYO FM ホール                  |                                                                                     |
| IDOL CONTENT EXPO@ TSUTAYA O-EAST～緊急新春お年玉ライブ～                                | 2020年1月2日               | TSUTAYA O-EAST                   |                                                                                     |
| TOKYO IDOL PROJECT × @JAM ニューイヤープレミアムパーティー2020                           | 2020年1月3日               | お台場・青海周辺エリア           |                                                                                     |
| バシフェスpresentsミニフェス                                                             | 2020年1月4日               | TOKYO FM ホール                  |                                                                                     |
| IDOL CONTENT EXPO ～新春からアイドル大集合!!!～                                          | 2020年1月5日               | 品川ザ・グランドホール           |                                                                                     |
| lopi lopi x ヲタル 新春STAGE                                                             | 2020年1月6日               | 渋谷SPACE ODD                    |                                                                                     |
| 東京アイドル劇場アドバンス                                                               | 2020年1月12日              | TOKYO FM ホール                  |                                                                                     |
| MARQUEE祭mini                                                                            | 2020年1月12日              | 渋谷O-nest                       |                                                                                     |
| らじぷらIn新宿ケントス Support By スカーフェイスプロジェクト                             | 2020年1月18日              | 新宿ケントス                     | 桃里、森、山下(ライブ・トーク)                                                      |
| 楽遊アイドルフェス                                                                       | 2020年1月20日              | 新宿ReNY                         |                                                                                     |
| Music Quest                                                                              | 2020年1月26日              | 心斎橋サンホール                 |                                                                                     |
| IDOL CONTENT EXPO Vol.92 ～平日なのにアイドル大集合～                                    | 2020年1月29日              | 新宿BLAZE                        |                                                                                     |
| ヲタルフェス vol.4                                                                       | 2020年2月1日               | TOKYO FM ホール                  |                                                                                     |
| バシフェスVol.6 supported by パセラステーション                                          | 2020年2月6日               | TSUTAYA O-EAST                   |                                                                                     |
| ISB歌謡祭Vol.2                                                                           | 2020年2月9日               | パセラステーション               |                                                                                     |
| ミリスパの無銭ライブ super!!                                                             | 2020年2月11日              | 新宿ナインスパイス               |                                                                                     |
| 東京アイドル劇場アドバンス                                                               | 2020年2月11日              | TOKYO FM ホール                  |                                                                                     |
| IKEBUKURO IDOL WAVE DAY                                                                  | 2020年2月15日              | 池袋harevutai                    |                                                                                     |
| 楽遊アイドルフェス                                                                       | 2020年2月17日              | 新宿ReNY                         |                                                                                     |
| 虹色フェスvol.7                                                                          | 2020年3月6日               | 新宿KeyStudio                    |                                                                                     |
| MARQUEE祭mini Vol.38                                                                     | 2020年3月8日               | 渋谷TSUTAYA O-nest               |                                                                                     |
| IDOL CONTENT EXPO Vol.47 ～真昼間から全組たっぷりライブ～                                | 2020年3月15日              | 表参道GROUND                     |                                                                                     |
| 楽遊アイドルフェス                                                                       | 2020年3月16日              | 新宿ReNY                         |                                                                                     |
| IDOL CONTENT EXPO ～ STAY HOME with 無観客LIVE Vol.2～                                   | 2020年5月31日              | （無観客配信ライブ、会場非公開） | 山下、飯田、柚月、明山の4人で出演。                                                 |

| 対バン・イベント（第二章）                                                       | 対バン・イベント（第二章） | 対バン・イベント（第二章）                      | 対バン・イベント（第二章）                |
| 公演名                                                                           | 公演日                     | 会場                                            | 備考                                      |
| -------------------------------------------------------------------------------- | -------------------------- | ----------------------------------------------- | ----------------------------------------- |
| アイドル諜報機関LEVEL7 こゆきら生誕祭                                            | 2021年1月30日              | 新宿ReNY                                        |                                           |
| lopi lopi Fun Fun stage 207                                                      | 2021年2月7日               | 1000CLUB                                        |                                           |
| ValentineLivePremium                                                             | 2021年2月14日              | 渋谷さくらホール                                | TOKYO MX GirlsPopParadise公開収録         |
| VASARA Presents IDOL CIRCUS TOKYO                                                | 2021年2月28日              | 神田明神edoccoスタジオ                          |                                           |
| まけんグミ CONTENT EXPO                                                          | 2021年3月7日               | 新木場コースト                                  |                                           |
| バシフェスサテライト                                                             | 2021年3月7日               | WALLOPスタジオ                                  | SYLプロジェクト（飯田、福田、百瀬、月野） |
| AKIBA DELUX EXTRA                                                                | 2021年3月13日              | 神田明神ホール                                  |                                           |
| バシフェスvol.7                                                                  | 2021年3月27日              | 大手町三井ホール                                | SYLプロジェクト（飯田、福田、百瀬、月野） |
| TOKYO GIRLS GIRLS MINI!!                                                         | 2021年3月28日              | 品川グランドホール                              |                                           |
| GirlsPopParadise                                                                 | 2021年4月10日              | 関内ホール                                      |                                           |
| BRAND NEW WAVE                                                                   | 2021年4月24日              | 新宿ReNY                                        |                                           |
| ハマフェス                                                                       | 2021年4月25日              | 1000CLUB                                        |                                           |
| BANG BOMB BOOM!!                                                                 | 2021年4月28日              | TwinBox                                         |                                           |
| MAIDREAMIN PRESENTS IDOL SPRING LIVE                                             | 2021年4月29日              | 神田明神edocco                                  |                                           |
| lopi lopi GW Special stage 0504                                                  | 2021年5月4日               | 1000CLUB                                        |                                           |
| I・N・G                                                                          | 2021年5月9日               | 東京キネマ俱楽部                                |                                           |
| Premony 七瀬まゆい生誕祭                                                         | 2021年5月16日              | 新宿ReNY                                        |                                           |
| 楽遊アイドルミニフェス                                                           | 2021年5月23日              | 赤羽ReNYα                                       |                                           |
| アイコレ presents まり誰フェス☆2021                                              | 2021年5月30日              | 渋谷キャメロット                                |                                           |
| 東京アイドル劇場                                                                 | 2021年6月5日               | YMCAホール                                      |                                           |
| AKIBA DELUXE 1コイン２マン                                                       | 2021年6月12日              | 秋葉原ZEST                                      |                                           |
| I・N・G                                                                          | 2021年6月13日              | 渋谷club asia                                   |                                           |
| アイコレ！まけんグミフェス☆2021                                                  | 2021年6月20日              | 新木場COAST                                     |                                           |
| IDOL LIVE JAPAN                                                                  | 2021年6月20日              | Veats Shibuya                                   |                                           |
| シンデレラパーティプロジェクト vol.11                                            | 2021年6月26日              | 赤羽ReNYα                                       |                                           |
| 新しき秋葉原の道と光                                                             | 2021年7月1日               | TwinBox GARAGE                                  |                                           |
| アイコレ☆まけんグミSP!                                                           | 2021年7月3日               | ヒューリックホール                              |                                           |
| lopi lopi Fun Fun stage 0708                                                     | 2021年7月8日               | KeyStudio                                       |                                           |
| AKIBA DELUXE                                                                     | 2021年7月10日              | 秋葉原ZEST                                      |                                           |
| IDOL CIRCUS TOKYO                                                                | 2021年7月11日              | 神田明神EDOCCO STUDIO                           |                                           |
| アイコレ☆lopi lopi SP!                                                           | 2021年7月23日              | KeyStudio                                       |                                           |
| 1Million IDOL Expo SPLASH SUMMER TOUR 2021                                       | 2021年8月1日               | 読売ランド日テレらんらんホール                  |                                           |
| POP IN FESTIVAL 2021～ #PIF2021 ～                                               | 2021年8月7日               | 横浜ランドマークホール                          |                                           |
| シンデレラパーティプロジェクト Vol.12                                            | 2021年8月8日               | 神田明神ホール                                  |                                           |
| YOKOHAMA SUPER LIVE 2021～お盆休暇フライデープレミアム編～                       | 2021年8月13日              | 横浜1000CLUB                                    |                                           |
| ゲキモリdeパーリナイ                                                             | 2021年8月14日              | SPACE ODD                                       |                                           |
| TIF全国選抜LIVE 関東・北海道Cブロック                                            | 2021年8月14日              |                                                 |                                           |
| 新しき秋葉原の道と光                                                             | 2021年8月26日              | Twinbox Garage                                  |                                           |
| キミノネ                                                                         | 2021年8月29日              | SPACE ODD                                       |                                           |
| キミ推しフェス ～mini～vol.4                                                     | 2021年8月31日              | 池袋リヴォイス                                  |                                           |
| TIF 全国選抜LIVE セカンドチャレンジ                                              | 2021年9月4日               |                                                 |                                           |
| POP IN FESTIVAL 2021～ #PIF2021～                                                | 2021年9月5日               | 横浜ランドマークホール                          |                                           |
| TOKYO MX GirlsPopParadise                                                        | 2021年9月11日              | なかのZERO小ホール                              |                                           |
| YUMENOHANASHI PREMIUM LIVE                                                       | 2021年9月18日              | KBSホール                                       |                                           |
| lopi lopi Fun Fun Stage 0918                                                     | 2021年9月18日              | KYOTO FANJ                                      |                                           |
| lopi lopi Fun Fun Stage 0919                                                     | 2021年9月19日              | KYOTO FANJ                                      |                                           |
| YUMENOHANASHI PREMIUM LIVE                                                       | 2021年9月19日              | KBSホール                                       |                                           |
| GirlsPopParadise presents 「まけんグミフェス」                                   | 2021年9月25日              | 新宿文化センターホール                          |                                           |
| 遊撃少女                                                                         | 2021年10月2日              | 池袋SOUND PEACE                                 |                                           |
| AKIBA DELAXE                                                                     | 2021年10月9日              | 秋葉原ZEST                                      |                                           |
| アキバデアニソン                                                                 | 2021年10月9日              | COSMIC LAB                                      |                                           |
| GIRLS VISION＠渋谷VISION                                                         | 2021年10月10日             | 渋谷SOUND MUSEUM VISION                         |                                           |
| キミ推しフェス vol.1 in WOMB                                                     | 2021年10月10日             | 渋谷WOMB                                        |                                           |
| GIRLS VISION@新宿アルタKeyStudion                                                | 2021年10月17日             | 新宿アルタKeyStudio                             |                                           |
| lopi lopi Fun Fun Stage 1017                                                     | 2021年10月17日             | SPACE ODD                                       |                                           |
| GirlsPopParadise presents まけんグミSpecial LIVE                                 | 2021年10月23日             | 渋谷さくらホール                                |                                           |
| ゲキモリdeパーリナイvol.41                                                       | 2021年10月24日             | SPACE ODD                                       |                                           |
| 遊撃少女                                                                         | 2021年10月24日             | 池袋SOUND PEACE                                 |                                           |
| KAWAII AKIHABARA                                                                 | 2021年10月29日             | TwinBox Garage                                  |                                           |
| One the Way～Day～                                                               | 2021年11月6日              | 有楽町オルタナティブシアター                    |                                           |
| lopi lopi Fun Fun Stage                                                          | 2021年11月7日              | SPACE ODD                                       |                                           |
| 秋葉原夜帯                                                                       | 2021年11月11日             | COSMIC LAB                                      |                                           |
| AKIBA DELAXE 千円祭                                                              | 2021年11月13日             | 秋葉原ZEST                                      |                                           |
| idol Lollapalooza!!!                                                             | 2021年11月18日             | 新宿ReNY                                        |                                           |
| IDOL CIRCUS TOKYO NOV. 第2部                                                     | 2021年11月20日             | 神田明神EDOCCO STUDIO                           |                                           |
| TOKYO MX GirlsPopParadise presents ExtraPark                                     | 2021年11月21日             | 浅草橋ヒューリックホール                        |                                           |
| GirlsPopParadise presents まけんグミフェス                                       | 2021年11月28日             | WITH HARAJUKU HALL                              |                                           |
| 遊撃少女                                                                         | 2021年12月4日              | 代官山SPACEODD                                  |                                           |
| 遊撃少女                                                                         | 2021年12月19日             | 池袋SOUNDPEACE                                  |                                           |
| ゲキモリdeヤバイバー X'mas Special                                               | 2021年12月25日             | 渋谷asia                                        |                                           |
| TOKYO MX GirlsPopParadise presents 『まけんグミフェス』                          | 2021年12月26日             | 室町三井ホール                                  |                                           |
| THIS is OUR HOME                                                                 | 2021年12月30日             | 1000CLUB                                        |                                           |
| シンデレラパーティプロジェクト Vol.18～本リビ衝撃の事実編～                      | 2021年12月30日             | 神田明神ホール                                  |                                           |
| シンデレラパーティプロジェクト Vol.18～本リビ衝撃の事実編～                      | 2021年12月30日             | 神田明神ホール                                  |                                           |
| IDOL CONTENT EXPO 年明け 正月開幕LIVE!!!                                         | 2022年1月3日               | Veats SHIBUYA                                   |                                           |
| YUMENOHANASHI PREMIUM LIVE                                                       | 2022年1月4日               | 横浜1000CLUB                                    |                                           |
| KAWAII AKIHABARA                                                                 | 2022年1月8日               | 秋葉原ZEST                                      |                                           |
| lopi lopi Fun Fun Stage 109                                                      | 2022年1月9日               | 代官山SPACEODD                                  |                                           |
| Girls Vision                                                                     | 2022年1月9日               | 渋谷VISION                                      |                                           |
| IDOL NOW!!!                                                                      | 2022年1月22日              | 神田明神ホール                                  |                                           |
| TOKYO MX GirlsPopParadise                                                        | 2022年1月29日              | ヒューリックホール東京                          |                                           |
| lopi lopi × YUMENOHANASHI                                                        | 2022年1月30日              | 新宿KeyStudio                                   |                                           |
| IDOL PIT 第3部                                                                   | 2022年1月30日              | Twinbox GARAGE                                  |                                           |
| Girls Twinkle Music Fes in TOKYO                                                 | 2022年2月11日              | 渋谷duo                                         |                                           |
| MI・RA・I SUPER LIVE 2022                                                        | 2022年2月12日              | 渋谷近未来会館                                  |                                           |
| AKIHABARA SUPERNOVA                                                              | 2022年2月12日              | COSMICLAB                                       |                                           |
| GirlsPopParadise                                                                 | 2022年2月13日              | 室町三井ホール                                  |                                           |
| テレビ東京 iの流儀 StylishiPark                                                  | 2022年2月19日              | なかのZERO 大ホール                             |                                           |
| Open the Dream Gate Vol.1                                                        | 2022年2月20日              | 横浜1000CLUB                                    |                                           |
| lopi lopi Fun Fun Stage 0223                                                     | 2022年2月23日              | 新宿KeyStudio                                   |                                           |
| YUMENOHANASHI presents 夢の扉 0305 第１部                                        | 2022年3月5日               | NAGOYA ReNY                                     |                                           |
| YUMENOHANASHI presents 夢の扉 0305 第２部                                        | 2022年3月5日               | NAGOYA ReNY                                     |                                           |
| lopi lopi Fun Fun Stage 0306                                                     | 2022年3月6日               | NAGOYA QUATTRO                                  |                                           |
| YUMENOHANASHI presents 夢の扉 0306                                               | 2022年3月6日               | NAGOYA ReNY                                     |                                           |
| AKIHABARA SUPERNOVA                                                              | 2022年3月12日              | COSMICLAB                                       |                                           |
| AKIHABARA SUPERNOVA                                                              | 2022年3月12日              | Twinbox AKIHABARA                               |                                           |
| lopi lopi Fun Fun Stage天使突抜ニ読ミ 小田唯歌生誕SP                             | 2022年3月13日              | 代官山SPACE ODD                                 |                                           |
| lopi lopi × YUMENOHANASHI Presents夢の扉0320                                     | 2022年3月20日              | 1000CLUB                                        |                                           |
| BSフジ収録公演「TOPFLIGHT-春の歌謡祭-」                                          | 2022年3月20日              | 浅草公会堂                                      |                                           |
| IDOL LIVE JAPAN                                                                  | 2022年4月2日               | 新宿ALTA KeyStudio                              |                                           |
| POP IN FESTIVAL 2022                                                             | 2022年4月3日               | 横浜ベイホール                                  |                                           |
| AKIHABARA SUPERNOVA                                                              | 2022年4月9日               | 秋葉原ZEST                                      |                                           |
| AKIHABARA SUPERNOVA                                                              | 2022年4月9日               | TwinBoxGARAGE                                   |                                           |
| ぷちりっと by Lit Japan                                                          | 2022年4月10日              | 神田明神EDOCCO STUDIO                           |                                           |
| IMGP supported by まけんグミ第1部                                                | 2022年4月16日              | 有楽町オルタナティブシアター                    |                                           |
| Kiss Fess!!!!!!!!くまやまみゆ せいたんさい～だいすきなきみたちへ～               | 2022年4月17日              | 渋谷Freedom                                     |                                           |
| lopi lopi Fun Fun Stage 0424                                                     | 2022年4月24日              | BATUR TOKYO                                     |                                           |
| バシフェスVol.8 前夜じゃない前夜祭                                               | 2022年4月26日              | 新宿BRAZE                                       |                                           |
| まっちゃフェス vol.1 春の制服祭り                                                | 2022年4月30日              | 渋谷Milkyway                                    |                                           |
| shinjuku ALTA IDOL SONIC                                                         | 2022年4月30日              | 新宿ALTA KeyStudio                              |                                           |
| 超女神                                                                           | 2022年5月1日               | 大手町三井ホール                                |                                           |
| IMGP supported by まけんグミ 第2部                                               | 2022年5月3日               | なかのZERO小ホール                              |                                           |
| lopi lopi Fun Fun Stage0504                                                      | 2022年5月4日               | BATUR TOKYO                                     |                                           |
| IDOL WAVE                                                                        | 2022年5月4日               | 有楽町オルタナティブシアター                    |                                           |
| YUMENOHANASHI Presents 夢の扉 PREMIUM LIVE                                       | 2022年5月5日               | 1000CLUB                                        |                                           |
| POP IN FESTIVAL 2022                                                             | 2022年5月8日               | 横浜ランドマークホール                          |                                           |
| AKIHABARA SUPERNOVA                                                              | 2022年5月14日              | TwinBoxAKIHABARA                                | ①                                         |
| AKIHABARA SUPERNOVA                                                              | 2022年5月14日              | TwinBoxAKIHABARA                                | ②                                         |
| 大塚れな誕生祭 大好きな人たちを呼んでみたSP                                      | 2022年5月21日              | 四谷LOTUS                                       |                                           |
| IMGP まけんグミ                                                                  | 2022年5月22日              | 有楽町オルタナティブシアター                    |                                           |
| ReNY SUPER LIVE 2022」 Presented by SHINJUKU ReNY～Sturday Special Stage編       | 2022年5月28日              | 新宿ReNY                                        |                                           |
| TOKYO GIRLS GIRLS -番外編-                                                       | 2022年5月29日              | 横浜ランドマークホール                          |                                           |
| lopi lopi Fun Fun Stage 0529                                                     | 2022年5月29日              | BATUR TOKYO                                     |                                           |
| IDOL LIVE JAPAN                                                                  | 2022年6月4日               | KeyStudio                                       |                                           |
| shibuya IDOL SONIC                                                               | 2022年6月5日               | 渋谷VISION                                      |                                           |
| AKIHABARA SUPERNOVA                                                              | 2022年6月11日              | TwinBoxGARAGE                                   |                                           |
| POP IN FESTIVAL 2022～♯PIF2022～                                                 | 2022年6月11日              | 渋谷club asia                                   |                                           |
| 超女神                                                                           | 2022年6月12日              | 渋谷さくらホール                                |                                           |
| YUMENOHANASHI Presents 夢の扉 0619 ～あの場所へ～                                | 2022年6月19日              | KeyStudio                                       |                                           |
| TOKYO GIRLS GIRLS -番外編-                                                       | 2022年6月25日              | 横浜ランドマークホール                          |                                           |
| IDOL LIVE JAPAN                                                                  | 2022年6月26日              | 池袋 Studio Mixa                                |                                           |
| MARQUEE祭mini Vol.111                                                            | 2022年7月3日               | 渋谷O-nest                                      |                                           |
| Stylish Park                                                                     | 2022年7月9日               | SHIBUYA PLEASURE PLEASURE                       |                                           |
| シンデレラパーティープロジェクト vol.20～キミのガールフレンド再始動～            | 2022年7月16日              | 1000CLUB                                        |                                           |
| YUMENOHANASHI Presents 夢の扉0717 ～あの場所へ～                                 | 2022年7月17日              | KeyStudio                                       |                                           |
| Stylish Park                                                                     | 2022年7月18日              | 浅草公会堂                                      |                                           |
| ミュージックパーク ～Girls&Music Theater～                                       | 2022年7月24日              | 神田明神ホール                                  |                                           |
| IDOL WAVE                                                                        | 2022年7月31日              | 白金高輪SELENE B2                               |                                           |
| Stylish Park                                                                     | 2022年7月31日              | WITH HARAJUKU HALL                              |                                           |
| TIF 2022                                                                         | 2022年8月5日               | スカイステージ                                  |                                           |
| TIF 2022                                                                         | 2022年8月5日               | DOLL FACTORY                                    |                                           |
| shibuya IDOL SONIC                                                               | 2022年8月14日              | 渋谷VISION                                      |                                           |
| グラヴィティｘYUMENOHANASHI夏LIVE                                                | 2022年8月21日              | 新宿Key Studio                                  |                                           |
| YUMENOHANASHI LIVE                                                               | 2022年8月27日              | 東京キネマ倶楽部                                |                                           |
| AQUARIUM.                                                                        | 2022年9月3日               | 新宿MARZ                                        |                                           |
| YUMENOHANASHI Premium LIVE 0917                                                  | 2022年7月31日              | KBSホール                                       |                                           |
| lopi lopi Fun Fun Stage 0917                                                     | 2022年7月31日              | KYOTO FANJ                                      |                                           |
| lopi lopi Fun Fun Stage 0918                                                     | 2022年9月18日              | KYOTO FANJ                                      |                                           |
| YUMENOHANASHI Premium LIVE 0918                                                  | 2022年9月18日              | KBSホール                                       |                                           |
| シンデレラパーティープロジェクト Vol.22 ～HappinkLipMakeup 1周年記念 NextStage～ | 2022年9月19日              | 神田明神ホール                                  |                                           |
| YUMENOHANASHI LIVE 0923 ～あの場所へ～                                           | 2022年9月23日              | Key Studio                                      |                                           |
| THIS is OUR HOME                                                                 | 2022年10月1日              | 秋葉原P.A.R.M.S                                 |                                           |
| Goat Japan LIVE                                                                  | 2022年10月2日              | 神田明神EDOCCO STUDIO                           |                                           |
| AKIHABARA SUPERNOVA                                                              | 2022年10月8日              | TwinBoxGARAGE                                   |                                           |
| MUROMACHI SUPER LIVE                                                             | 2022年10月9日              | 室町三井ホール                                  |                                           |
| YUMENOHANASHI LIVE 1016 ～夢の扉～                                               | 2022年10月16日             | KeyStudio                                       |                                           |
| OLIVE LAND                                                                       | 2022年10月20日             | aube shibuya                                    |                                           |
| POEM presents LIVE EVENTS 2022～2023『桜梅桃李 - 桜 -』 1部                      | 2022年10月22日             | 長町リプル                                      |                                           |
| POEM presents LIVE EVENTS 2022～2023『桜梅桃李 - 桜 -』 2部                      | 2022年10月22日             | 長町リプル                                      |                                           |
| MARQUEE祭mini                                                                    | 2022年10月29日             | 渋谷 O-nest                                     |                                           |
| GPP収録公演 『アイドル＆芸人のハロウィ～～～ンな森』                             | 2022年10月30日             | お台場デックス東京ビーチ                        |                                           |
| GOTANDA IDOL FESTIVAL                                                            | 2022年11月5日              | GOTANDA G3                                      |                                           |
| GOTANDA IDOL FESTIVAL                                                            | 2022年11月5日              | GOTANDA G2                                      |                                           |
| IDOL Rush秋の祭典SP!!!                                                           | 2022年10月6日              | STAR RISE TOWER（東京タワーメディアセンター内） |                                           |
| AKIHABARA SUPERNOVA                                                              | 2022年11月12日             | 秋葉原ZEST                                      |                                           |
| Stylish Park                                                                     | 2022年11月12日             | 東京グランドホテル「桜の間」                    |                                           |
| lopi lopi Fun Fun Stage 1113＠SPACEODD                                           | 2022年11月13日             | SPACEODD                                        |                                           |
| MARQUEE祭mini                                                                    | 2022年11月20日             | 渋谷O-nest                                      |                                           |
| HADOアイドル祭                                                                   | 2022年11月23日             | HADO ARENA お台場                               |                                           |
| TOKYO GIRLS GIRLS - 番外編 -                                                     | 2022年11月26日             | 横浜ランドマークホール                          |                                           |
| lopi lopi Fun Fun Stage 1127                                                     | 2022年11月27日             | LUMINE 0                                        |                                           |
| YUMENOHANASHI LIVE 1127～夢の扉～＠harevutai                                     | 2022年11月27日             | harevutai                                       |                                           |
| OLIVE LAND 羽月かのん生誕祭 ネタ枠卒業宣言！一生アイドルトップランナー！         | 2022年12月15日             | aube shibuya                                    |                                           |
| TOKYO GIRLS GIRLS -番外編-                                                       | 2022年11月17日             | 横浜ランドマークホール                          |                                           |
| Marquee祭mini                                                                    | 2022年12月18日             | 渋谷O-nest                                      |                                           |
| キミノネ クリスマスSPECIAL                                                       | 2022年12月24日             | 池袋SOUND PEACE                                 |                                           |
| YUMENOHANASHI X’mas Special Live 2022 夢の扉                                     | 2022年12月25日             | 1000CLUB                                        |                                           |
| ニューイヤープレミアムパーティー2023                                             | 2023年1月2日               | Party Stage（フジテレビ本社1階）                |                                           |
| YUMENOHANASHI                                                                    | 2023年1月4日               | 横浜1000CLUB                                    |                                           |
| 『ニッポンアイドル境界線in 大井競馬場2023〜New year premium〜』                  | 2023年1月4日               | トゥインクルステージ(野外)                      |                                           |
| IMGP新春SP 第2部                                                                 | 2023年1月8日               | なかのZERO小ホール                              |                                           |
| StylishPark                                                                      | 2023年1月9日               | 浅草橋ヒューリックホール                        |                                           |
| TOKYO GIRLS GIRLS -番外編 day1-                                                  | 2023年1月14日              | 横浜ランドマークホール                          |                                           |
| MARQUEE祭mini                                                                    | 2023年1月15日              | Spotify O-nest                                  |                                           |
| YUMENOHANASHI LIVE 「夢の扉」MV編 Vol.1                                          | 2023年1月15日              | harevutaI                                       |                                           |
| lopi lopi x YUMENOHANASHI PREMIUM LIVE 0122～OMEDETOU～                          | 2023年1月22日              | KeyStudio                                       |                                           |
| ReNY SUPER LIVE 2023 JANUARY PREMIUM                                             | 2023年1月27日              | 新宿ReNY                                        |                                           |
| HADOアイドル祭                                                                   | 2023年1月28日              | HADO ARENA お台場                               |                                           |
| Girls Face in VAMPKIN                                                            | 2023年1月29日              | 浅草VAMPKIN                                     |                                           |
| MARQUEE祭mini                                                                    | 2023年2月4日               | O-nest                                          |                                           |
| POEM tour 2023「Thank You !」宮城編                                              | 2023年2月11日              | 長町リプル                                      |                                           |
| lopi lopi Fun Fun Stage 0225 ミライサガシ 椎名音心 生誕スペシャル                | 2023年2月25日              | BATUR TOKYO                                     |                                           |
| 100万ドルのフェアレディ メイ≒メイ生誕祭                                          | 2023年2月27日              | 新宿WALLY                                       |                                           |
| 斉藤K生誕 SIDEKICK                                                               | 2023年3月4日               | 秋葉原ZEST                                      |                                           |
| YUENOHANASHI LIVE 0312                                                           | 2023年3月4日               | KeyStudio                                       |                                           |
| StylishPark                                                                      | 2023年3月21日              | 浅草橋ヒューリックホール                        |                                           |
| MARQUEE祭mini                                                                    | 2023年3月25日              | O-nest                                          |                                           |
| バシフェスpresents ミニフェス                                                    | 2023年4月1日               | HADOアリーナ お台場                             |                                           |
| HADOアイドルウォーズ 2023                                                        | 2023年4月8日               | HADOアリーナ お台場                             |                                           |
| 大阪造船所アイドルフェス                                                         | 2023年4月15日              | CCO クリエイティブセンター                      |                                           |
| 大阪造船所アイドルフェス                                                         | 2023年4月16日              | CCO クリエイティブセンター                      |                                           |
| THIS is OUR GORILLA ～ゴリラ無料開放（解放）～                                   | 2023年3月6日               | GORILLA HALL                                    |                                           |
| POP IN FESTIVAL 2023 ～#PIF2023～                                                | 2023年4月22日              | WITH HARAJUKU HALL                              |                                           |
| 推し事.FreeLive                                                                  | 2023年5月4日               | 新宿club SCIENCE                                |                                           |
| TOKYO MX presents UltraPark                                                      | 2023年5月5日               | WITH HARAJUKU HALL                              |                                           |
| IDOL GENERATION LIVE                                                             | 2023年5月5日               | GOTANDA G7                                      |                                           |
| 日比谷アイドルフェス2023 《ヲタルソニック》                                      | 2023年5月6日               | 日比谷公園小音楽堂                              |                                           |
| イタダキ Vol.8 girls stage GWSP                                                  | 2023年5月6日               | 神田明神ホール                                  |                                           |
| MARQUEE祭mini                                                                    | 2023年5月7日               | O-nest                                          |                                           |
| YUMENOHANASHI LIVE                                                               | 2023年5月14日              | 池袋harevutai                                   |                                           |
| ReNY SUPER LIVE 2023                                                             | 2023年5月27日              | 新宿ReNY                                        |                                           |
| イタダキ girls stage Vol.10                                                      | 2023年5月28日              | LUMINE 0                                        |                                           |
| 『YUMENOHANASHI LIVE』 TEARS-ティアーズ- 桃勢ありさ生誕祭                        | 2023年5月28日              | KeyStudio                                       |                                           |
| YOKOHAMA SUPER LIVE 2023                                                         | 2023年6月3日               | 横浜1000CLUB                                    |                                           |
| POP IN FESTIVAL 2023                                                             | 2023年6月4日               | 品川グランドホール                              |                                           |
| アイコレ                                                                         | 2023年6月11日              | 室町三井ホール                                  |                                           |
| イタダキ girls stage                                                             | 2023年6月11日              | YOKOHAMA COAST garage＋                         |                                           |
| アイドリーム合同公演                                                             | 2023年6月17日              | AKIBAカルチャーズ劇場                           | 1部                                       |
| アイドリーム合同公演                                                             | 2023年6月17日              | AKIBAカルチャーズ劇場                           | 2部                                       |
| HADOアイドル祭                                                                   | 2023年6月24日              | HADOアリーナ お台場                             |                                           |
| アイコレ                                                                         | 2023年7月1日               | LUMINE 0                                        |                                           |
| YUMENOHANASHI LIVE 0702 『夢の扉』秋の話                                         | 2023年7月2日               | YOKOHAMA COAST garage+                          |                                           |
| TOKYO iDOL TOWER@RED°スタジアム公演編                                            | 2023年7月8日               | 東京タワーRED°スタジアム                        |                                           |
| TOKYO MX presents UltraPark                                                      | 2023年7月8日               | ヒューリックホール東京                          |                                           |
| MARQUEE祭mini                                                                    | 2023年7月15日              | O-nest                                          |                                           |
| パルフェシュクレムプレジール 1部                                                 | 2023年7月16日              | FANJ twice                                      |                                           |
| パルフェシュクレムプレジール 2部                                                 | 2023年7月16日              | FANJ twice                                      |                                           |
| パルフェシュクレムプレジール 1部                                                 | 2023年7月17日              | FANJ twice                                      |                                           |
| パルフェシュクレムプレジール 2部                                                 | 2023年7月17日              | FANJ twice                                      |                                           |

### リリースイベント
| 追い風フォルテシモ | 追い風フォルテシモ | 追い風フォルテシモ |
| 会場               | イベント日         | 備考               |
| ------------------ | ------------------ | ------------------ |

| また春に。 | また春に。 | また春に。 |
| 会場       | イベント日 | 備考       |
| ---------- | ---------- | ---------- |

## 出演

### テレビ
- 『この指と〜まれ!SEASON2』（2018年4月28日、フジテレビ）
- 『MUSICB.B』（2018年5月14日 - 20日、TOKYOMX）
- 『夢劇場音楽堂』（2018年9月12日、テレビ埼玉）[30]
- 『全力坂』（2019年3月19日・上原三丁目の坂、3月27日・西原三丁目の坂、テレビ朝日）- 森
- 『楽遊のさきどり★アイドル塾』（2019年5月2日・6月6日・8月1日、TOKYOMX）

### テレビCM
- 『SHOWROOM』[31]（2019年3月）- 森
- 『earth music ecology』- 飯田

### ミュージックビデオ
- 『REVOLUTION』（安室奈美恵×クリスタル・ケイ）- 飯田
- 『プールサイド』(MUSHS) - 柚月

### ラジオ
- 『らじぷら』（調布FM）- 桃里
- 『らじてっし』（調布FM）　- 飯田
- 『らじほー』（調布FM）　- 柚月
- 『飯田結万の追い風にノッて』（調布FM）- 飯田

### ゲーム
- ゲーム版『魔法少女（？）マジカルジャシリカ』- 石原

### インターネットテレビ
- 『あなたの好きをきかせて』（2018年9月21日、Kawaiian TV）- 森
- 『矢口真里の火曜The NIGHT』（2020年3月10日、AbemaTV）[32] - ゲスト出演　森ふうか、石原美沙紀、飯田結万、桃里れあ
- 土日祝日のSYL（仮）1学期の前髪＆純粋カフェラッテ（2024年、wallop）[33]

### Web番組/イベント

#### レギュラー出演
- 『純喫茶パルレ』（MC スベリー杉田）- レギュラー 月1回 SHOWROOM
  - 毎月(第二火曜日)に東高円寺笑やで開催。純粋カフェ・ラッテのトークバラエティ番組

| 純喫茶パルレ   | 純喫茶パルレ                                                             |
| 放送日         | 備考                                                                     |
| -------------- | ------------------------------------------------------------------------ |
| 2017年3月14日  | #1                                                                       |
| 2017年4月11日  | #2 アフタートーク司会：森ふうか                                          |
| 2017年5月9日   | #3 アフタートーク司会：                                                  |
| 2017年6月13日  | #4 アフタートーク司会：                                                  |
| 2017年7月11日  | #5 アフタートーク司会：飯田結万                                          |
| 2017年8月8日   | #6 アフタートーク司会：山下陽菜莉                                        |
| 2017年9月12日  | #7 アフタートーク司会：山下陽菜莉                                        |
| 2017年10月10日 | #8 アフタートーク司会：山下陽菜莉                                        |
| 2017年11月14日 | #9 アフタートーク司会：山下陽菜莉                                        |
| 2017年12月12日 | #10 アフタートーク司会：桜田芽衣                                         |
| 2018年1月9日   | #11 アフタートーク司会：森ふうか                                         |
| 2018年2月13日  | #12 アフタートーク司会：柚月りこ                                         |
| 2018年3月13日  | #13 アフタートーク司会：高木くるみ 山下陽菜莉 初メイン司会               |
| 2018年4月10日  | #14 アフタートーク司会：羽生ひでこ                                       |
| 2018年5月8日   | #15 アフタートーク司会：石原美沙紀                                       |
| 2018年6月12日  | #16 アフタートーク司会：山下陽菜莉                                       |
| 2018年7月10日  | #17 アフタートーク司会：羽生ひでこ                                       |
| 2018年8月14日  | #18 アフタートーク司会：                                                 |
| 2018年9月11日  | #19 アフタートーク司会：高木くるみ                                       |
| 2018年9月27日  | 特別編「スペシャルブレンド」                                             |
| 2018年10月9日  | #20 アフタートーク司会：森ふうか                                         |
| 2018年11月13日 | #21 アフタートーク司会：飯田結万                                         |
| 2018年12月11日 | #22 忘年会SP                                                             |
| 2019年1月8日   | #23 アフタートーク司会：森ふうか                                         |
| 2019年2月14日  | #24 アフタートーク司会：山下陽菜莉                                       |
| 2019年3月12日  | #25                                                                      |
| 2019年4月9日   | #26                                                                      |
| 2019年4月28日  | 新宿スタークレーンで出張放送 #27 パルレ出張版 高木くるみ卒業&引き継ぎ式  |
| 2019年5月14日  | #28 アフタートーク司会: 飯田結万                                         |
| 2019年6月11日  | #29 アフタートーク司会: 柚月りこ                                         |
| 2019年7月9日   | #30 アフタートーク司会: 飯田結万                                         |
| 2019年8月13日  | #31 アフタートーク司会:羽生ひでこ スベリー杉田の代理で石橋哲也がMCを担当 |
| 2019年9月26日  | ねづっち氏MC #32 アフタートーク司会:桃里れあ                             |
| 2019年10月8日  |                                                                          |
| 2019年11月1日  |                                                                          |
| 2019年12月21日 |                                                                          |
| 2020年1月28日  |                                                                          |
| 2020年2月27日  |                                                                          |
| 2020年3月24日  |                                                                          |

- 『Cafe La Night～かふぇらないと～』（MC 石橋哲也）レギュラー 月1回 WALLOP放送局
  - 毎月（第4火曜日）にワロップ放送局で開催。純粋カフェ・ラッテのトークバラエティ&ミニライブ番組
  - 開始当初は『純粋カフェ・ラッテ ちゃんねる（仮）』であったが、2018年4月24日の回で飯田結万の案が採用され、番組名が決定された。

| 純粋カフェ・ラッテ ちゃんねる（仮） | 純粋カフェ・ラッテ ちゃんねる（仮） |
| 放送日                              | 備考                                |
| ----------------------------------- | ----------------------------------- |
| 2017年11月28日                      |                                     |
| 2017年12月19日                      |                                     |
| 2018年1月23日                       |                                     |
| 2018年2月27日                       |                                     |
| 2018年3月27日                       |                                     |
| 2018年4月24日                       |                                     |

| かふぇらないと | かふぇらないと                                                                        |
| 放送日         | 備考                                                                                  |
| -------------- | ------------------------------------------------------------------------------------- |
| 2018年5月22日  |                                                                                       |
| 2018年6月26日  |                                                                                       |
| 2018年7月24日  |                                                                                       |
| 2018年8月28日  |                                                                                       |
| 2018年9月25日  |                                                                                       |
| 2018年10月23日 |                                                                                       |
| 2018年11月27日 |                                                                                       |
| 2018年12月23日 | クリスマスSP                                                                          |
| 2019年1月22日  |                                                                                       |
| 2019年3月3日   |                                                                                       |
| 2019年3月26日  |                                                                                       |
| 2019年4月23日  |                                                                                       |
| 2019年5月28日  | ゲスト 大宮アイドール ライブ無し 森がゲンゴロウを食べてバシフェス#5への出演を獲得した |
| 2019年6月25日  |                                                                                       |
| 2019年7月23日  |                                                                                       |
| 2019年8月21日  |                                                                                       |
| 2019年9月24日  |                                                                                       |
| 2019年10月29日 |                                                                                       |
| 2019年11月14日 |                                                                                       |
| 2019年12月12日 |                                                                                       |
| 2020年1月9日   |                                                                                       |
| 2020年2月13日  |                                                                                       |
| 2020年3月12日  |                                                                                       |

- 『木曜日のSVL（仮）』（MC 石橋哲也）レギュラー 月1回
  - 毎月(第三木曜日)にWALLOP放送局で開催。純粋カフェラッテ、プリアモ、一学期の前髪のトークバラエティ番組
  - 2022年10月より、土日不定期で開催。

| 木曜日のSYL（仮）｜土曜日のSYL（仮）｜日曜日のSYL（仮） | 木曜日のSYL（仮）｜土曜日のSYL（仮）｜日曜日のSYL（仮） |
| 放送日                                                  | 備考                                                    |
| ------------------------------------------------------- | ------------------------------------------------------- |
| 2021年4月15日                                           | #1 合同枠                                               |
| 2021年5月20日                                           | #2                                                      |
| 2021年6月17日                                           | #3                                                      |
| 2021年7月15日                                           | #4                                                      |
| 2021年8月19日                                           | #5                                                      |
| 2021年9月16日                                           | #6                                                      |
| 2021年10月21日                                          | #7                                                      |
| 2021年11月18日                                          | #8 単独枠                                               |
| 2021年12月16日                                          | #9 合同枠                                               |
| 2022年1月20日                                           | #10 合同枠                                              |
| 2022年2月17日                                           | #11 合同枠                                              |
| 2022年3月17日                                           | #12 合同枠                                              |
| 2022年4月21日                                           | #13 単独枠                                              |
| 2022年5月19日                                           | #14 単独枠                                              |
| 2022年6月16日                                           | #15 単独枠                                              |
| 2022年7月21日                                           | #16 単独枠                                              |
| 2022年8月18日                                           | #17 単独枠                                              |
| 2022年9月15日                                           | #18 単独枠                                              |
| 2022年10月9日                                           | #19 単独枠                                              |
| 2022年11月13日                                          | #20 単独枠                                              |
| 2022年12月18日                                          | #21 年末SP                                              |
| 2023年1月22日                                           | #22 単独枠                                              |
| 2023年2月18日                                           | #23 単独枠                                              |
| 2023年3月19日                                           | #24 ～純粋カフェラッテデビュー2周年記念特番～           |
| 2023年4月29日                                           | #25 単独枠                                              |
| 2023年5月13日                                           | #26 単独枠                                              |
| 2023年6月17日                                           | #27 単独枠                                              |
| 2023年7月1日                                            | #28 単独枠                                              |

- 『青空喫茶ふ〜あ〜ゆ〜』[34]レギュラーＭＣ（Abema Fresh!）- 森　全16回
  - 毎月(第二金曜日)に東高円寺笑やで開催。お笑い芸人をゲストに迎え、一芸や特技・ネタを披露・伝授する番組。
  - 出演: 森ふうか（純粋カフェ・ラッテ） / ひなたゆま（黒猫は星と踊る） / 松山あおい / 空野青空（第1 - 4回）

- 『お悩みシェアハウス』[35] - レギュラーMC（Abema、FRESH!） 月1回（2016年7月26日 - 12月19日）- 森
  - 一人暮らしの女の子、一人暮らしに憧れている女の子からの悩みをオーナーの舞川あいく、管理人の森ふうかが、視聴者の力も借りながら精いっぱい相談に答える番組

#### ゲスト出演
- 『台本のないシバイ』（YouTube）[36] - 森・石原
- 『メギド72プロモーション番組』(SHOWROOM) - 飯田
- 『キクチウソツカナイ。のアイドルウォッチング！Vol.12』（SHOWROOM）（2016年11月30日） - 山下
- 『響のお笑いサバイバル』（SHOWROOM）（2017年1月17日）- 山下
- 『西野24』キングコング西野と対談（SHOWROOM）（2017年8月21日）- 森
- 『tokyo torico』 (WALLOP放送局) （2017年10月24日、11月28日）
- 『アイドル好きアイドル#11』 (WALLOP放送局) （2018年1月30日）- 羽生
- 『アイドルローテーション』(stager放送局)（2018年4月26日）- 羽生、高木
- 『アイドルは嘘ついてる⁉with T』(笑や、flesh!) （2018年4月27日）
- 『松井咲子の爆笑クレッシェンド GW SP』 (WALLOP放送局)（2018年5月2日）- 森、石原、柚月
- 『下北FM「DJ Tomoaki's Radio Show!」』(SFMホール) （2018年6月28日）- 森、石原
- 『ワロップ最強夏祭り WALLOHA〜!! DAY2』 (WALLOP放送局) （2018年7月1日）
- 『アナVSアイドルカラオケ対決!!』 (フジテレビ THE ODAIBA マイナビステージ) （2018年8月14日）- 石原
- 『TOKYO IDOL CHANNEL, IDOL QUIZ BOOKIE[37]』（ニコニコ生放送）（2018年9月14日）石原
- 『三つ星Closer』（WALLOP放送局、Abema FRESH）（2018年9月18日）- 山下、高木
- 『第二回 芸能女子 酒飲みサミット！題して「酒ミット」』(渋谷Loft9) （2018年10月2日） - 羽生
- 『石橋哲也36th生誕祭〜独身脱出大作戦！ガチンコお見合いSP〜』 (WALLOP放送局) （2018年10月8日）
- 『アイドルING!!!』（FRESH LIVE）（2018年10月13日）
- 『キラキラヒカレ! 』(WALLOP放送局)（2018年10月21日）- 森
- 『アルティメットハロウィン』 (TSUTAYA O-nest) （2018年10月30日）- 森、山下、飯田、羽生
- 『小倉ちゃちゃちゃラジオ 『初恋居酒屋』』(大塚ドリームシアター) （2018年11月15日）
- 『キラキラヒカレ!』 (WALLOP放送局) （2018年12月16日）-森
- 『インスタントジョンソンのShall We Conte? 〜3rd Anniversary〜』 (中野区野方区民ホール)（2019年1月14日）- 森
- 『離れ目アイドル大賞』 (阿佐ヶ谷Loft9)（2019年1月19日 ）- 山下
- 『アイドル好きアイドル#13』[38] (WALLOP放送局) （2019年1月29日）山下
- 『美人にメロメロにされてみた』[39] (WALLOP放送局)（2019年2月3日）
- 『キラキラヒカレ!』 (WALLOP放送局) （2019年2月17日）- 森
- 『くわざわーるど』 (WALLOP放送局) （2019年2月24日）
- 『熱闘！アイドルドラフト会議』 (Loft9) （2019年3月2日）- 羽生
- 『美人をスタジオに呼んでみた』[40]（Cwave、YouTube LIVE）（2019年3月15日）- 飯田
- 『はまぐちコントサークル～企画編～｢スナックうめこ第12回｣』（SHOWROOM）（2019年3月31日）- 森
- 『Wさま2019』 (WALLOP放送局) （2019年4月7日） - 飯田、山下
- 『ヨコハマカワイイパレード』(山下公園周辺)（2019年5月3日）
- 『漫才やりたいです』（V-1 スタジオ）（2019年5月27日）- 森
- 『アイドル好きアイドル#14』[38] (WALLOP放送局) （2019年7月31日） - 山下
- よゐこチャンネル12時間生配信（2019年11月3日、YouTube・よゐこチャンネル）- 森、石原
- 『アイドルピカソ 』(WALLOP放送局) - 飯田
  - ＃22[41]（2019年1月24日）
  - ＃24[42]（2019年4月25日）
  - ＃25（2019年5月23日）
  - ＃28（2019年8月22日）
  - ＃30（2019年10月24日）
  - ＃31（2019年11月28日）
  - ＃34（2020年3月26日）

### 雑誌・本
- 『超痛車天国～超～vol.2』（2017年6月）- 飯田
- 『マツエクスタイルブック Beayty Style Book』Vol.4』 (2017年7月7日発売) - 森
- 『2017 zipper summer号』[43] - 森
- 『VDC Magazine 007』（2018年01月05日発売）
- 『週刊プレイボーイNo.33』「指原莉乃注目のアイドルグループ」で紹介された（2018年07月30日発売）
- 『Highway Walker 東日本 No. 36』 (2018年9月号) - 森
- 『2018年度版 初夏ぴあ』- 特集モデル 山下
- 『Omosan Street Vol.057』[44] - 高木
- 『IDOL VILLAGE』（2019年4月号）
- 『楽遊IDOL PASS vol.11 西日本版』（2019年4月）- 山下
- 『週刊SPA!(スパ) 2019年 4/23 号』（2019年4月17日発売）
  - 「40代から始めるアイドル活動」の中で吉田尚記がセルフプロデュース型アイドルとして紹介。
  - 吉田尚記はGYAO!の「これからくるアイドル特集後編（完全版）さきどりBose」[45]で、これからブレイクするアイドルとして純粋カフェ・ラッテを紹介している。
- 『#おっぱいきっかけ』- 桃里

### 広告
- ゲーム『ミトラスフィア』CMモデル - 森
- 大塚製薬『アミノバリュー』- 公式応援アイドル 森
- 『原宿JOL』イメージガール - 森
- 『みんゴル』 JR渋谷駅 特大看板モデル - 森
- 『CHELSEA MARKET』- イメージガール（初代） 森
- 日本唐揚協会 公認唐揚げ大使『鳥マキガールズ』(2018年10月) - 森
- アプリ「神の手」公式アンバサダー(2017年12月期) - 山下
  - 『3Dクレーンゲーム神の手』（動画）
  - 『3Dクレーンゲーム神の手』（渋谷駅デジタルサイネージ）
  - 『3Dクレーンゲーム神の手』（渋谷スクランブル交差点大型ビジョン）
- 『秋葉原 観光マップーアド街っぷー PREMIUM 2018 Sep vol.65』- 山下
- 『須田町食堂』イメージガール - 飯田
- オリジナルコースター配布（キャニオンシティーステーキハウス、世界の山ちゃん 秋葉原昭和通り店、須田町食堂 秋葉原UDX店）- 飯田
- 『マリオンクレープ 秋葉原店』イメージガール - 飯田
  - オリジナルクレープ「パープルティアラ」を2018年11月10日 - 12月末まで販売。
  - CHELSEA MARKETとのコラボレーション企画で生写真プレゼントが実施された。
- 『LAWSON POSレジ掲載』 - 石原
- 『逆転オセロニア』JR主要9駅大型看板掲載(渋谷･東京･品川･秋葉原･上野･大崎･高田馬場･御徒町･目白) - 柚月
- 『Mixchannel』アドトラック掲載 - 高木
- 『CHELSEA MARKET』イメージガール（2代目） - 羽生
- 『秋葉原 観光マップーアド街っぷー Sweet vol.70 2019.Feb』- 柚月
- 『秋葉原 観光マップーアド街っぷー Sweet』 - 森
- 『SHOWROOM』山手線E235系の車内広告 (2019年7月29日 - 8月4日) - 飯田

### モデル
- 『HEADGOONIE 』webカタログモデル[46] （2016年4月6日）- 飯田
- 『KERAフェス2017』[47]（渋谷WOMB）- ランウェイ出演 柚月
- 『SPINNS FES2018』（渋谷duo MUSIC EXCHANGE）- ランウェイ出演 柚月

### 舞台
（石原美沙紀の舞台は個人ページ参照）
- 『アリスインプロジェクト 魔銃ドナークロニクル』（六行会ホール）- 森
- 第九回課外授業『ミーンナジブンガカワユス』(劇場ＭＯＭＯ) （2019年7月23日 - 28日） - 石原、柚月

### Web記事
- 『ジェネレーションギャップ研究所』「今週のジェネ子」[48]（2016年2月26日）- 飯田
- 『TOKYO GIRLS UPDATE』[49]（TGU）（2016年12月2日）- 森
- 『Yahoo!ライフマガジン』[50]（Yahoo!）（2017年4月17日）- 森
- 『ガシェット通信』[18] （2017年5月16日）- 森
- 『アイドル＠UtaTen』[1]（UtaTen）（2017年12月23日）
- 『5秒で答えて Vol.159 CHEERZ』[51]（M-ON! MUSIC）（2018年10月17日）- 森
- 『アイドル＠UtaTen』[21]（UtaTen）（2018年10月23日）
- 『寺嶋由芙の公私混同！意気揚々！』[52]（Pop'n'Roll）（2019年2月4日）- 飯田

### Twitter
- 純粋カフェラッテ (@latte_idol) - X
- 久留里かりん (@karin_syl) - X
- 結妃なつ (@natsu_syl) - X
- 未来るる (@ruru_syl) - X
- 七瀬萌華 (@moka_syl) - X
- 猫丸ゆら (@yura_syl) - X